# Honoré Daumier
« Daumier » redirige ici.  Pour la comédienne française, voir Sophie Daumier.
Honoré Victorin Daumier, né le 26 février 1808 à Marseille et mort le 10 février 1879 à Valmondois, est un lithographe, caricaturiste, peintre et sculpteur français, dont les œuvres commentent la vie sociale et politique en France au XIXe siècle. Dessinateur prolifique, il est surtout connu pour ses caricatures d'hommes politiques et ses satires du comportement de ses compatriotes. Il a changé la perception que nous avons sur l'art de la caricature politique.
Il est un fait que si son œuvre est composée de nombreux dessins, aquarelles, peintures et sculptures, elle est dominée par une immense production d’estampes (environ 4 000 lithographies et 1 000 gravures sur bois).
On ne connait de lui qu’une seule gravure à l'eau-forte, qui fut publiée hors texte dans l'œuvre de Champfleury sur Daumier en 1878 ‘Catalogue de l’œuvre lithographié et gravé de H. Daumier’.
La valeur de son œuvre peinte, quelque cinq cents tableaux, a elle aussi été reconnue, bien qu’à titre posthume seulement : Daumier est considéré de nos jours comme l'un des plus grands peintres français du XIXe siècle.

## Biographie
Daumier est né à Marseille (rue Colbert actuelle) de Jean-Baptiste Louis Daumier et de Cécile-Catherine Philip,. Son père était un vitrier (encadreur) que les aspirations littéraires ont amené à monter à Paris en avril 1815 pour tenter de faire publier ses poésies. En 1816, le jeune Daumier et sa mère le suivent à Paris. Honoré Daumier montre une prédisposition pour la carrière artistique, vocation dont son père tente vainement de le détourner, en le plaçant d'abord chez un huissier. En 1822, il devient l'élève d’Alexandre Lenoir. L'année suivante, Daumier entre à l’Académie Suisse. Il fait ses premiers pas dans le domaine de la lithographie chez l'éditeur Belliard, puis produit des plaquettes pour les éditeurs de musique, ainsi que des illustrations pour des publicités. Il travaille dans l'anonymat pour les éditeurs, en imitant le style de Charlet.
Un fait singulier caractérise l’oeuvre de Daumier : elle est emblématique des tensions politiques  et sociales qui parcourent le 19è siècle. Cet artiste a traversé le siècle et vécu l’essentiel des changements de régimes politiques de l’époque. Pour ne parler que de sa production lithographique, on ne la comprend bien que si on la relie à la chronologie historique et les actualités de l’époque. Pour cette raison, on peut distinguer cinq périodes dans la production des oeuvres de l’artiste.

### 1830-1835: Les premières lithographies politiques
En 1829, il rencontre Charles Philipon pour qui il fait ses premiers dessins pour la revue La Silhouette. Le premier dessin de Daumier pour ce journal fondé en mai 1829 est publié le 22 juillet 1830 et intitulé Passe ton chemin, cochon (LD1).
En 1830, il commence une carrière de caricaturiste politique, en faisant des lithographies pour la revue satirique La Caricature où il connaît le succès pour ses portraits-charge des politiciens de la monarchie de Juillet. 
La Caricature est créée le 4 novembre 1830 et Daumier y réalise sa première caricature (Numéro 67, planche n° 136) le 9 février 1832 intitulée Très humbles, très soumis, très obéissants (LD40).
En 1832, pour sa caricature de Louis-Philippe représenté en Gargantua, il est condamné à six mois de prison et cinq cents francs d'amende, somme importante car le salaire d'un ouvrier était alors d'environ quatre francs cinquante pour 15 à 17 heures de travail par jour[réf. souhaitée], soit environ 27 francs par semaine.

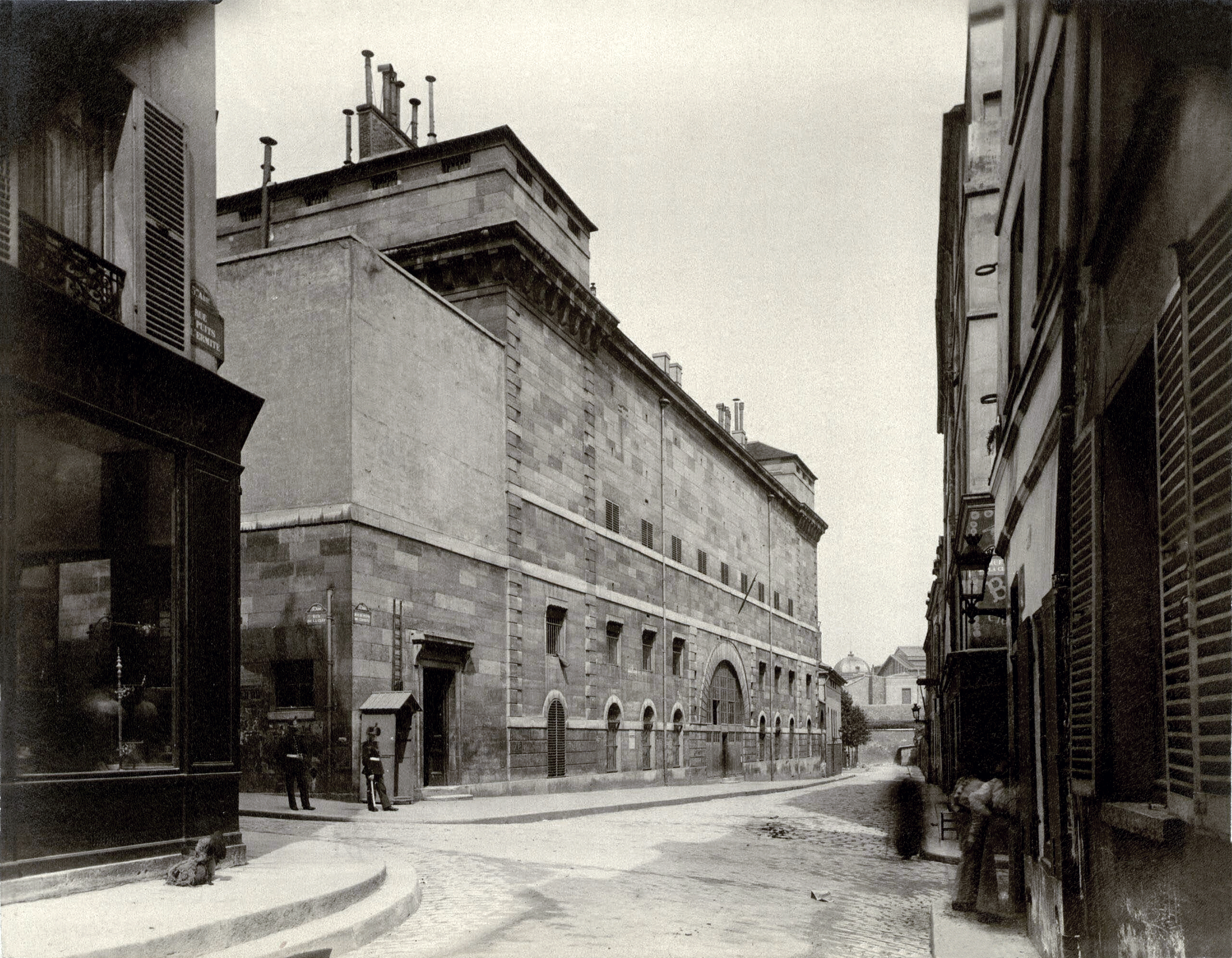
Eugène Atget, Façade de la prison Sainte-Pélagie, rue du Puits-de-l'Ermite à Paris (1898).

Dans ses innombrables ouvrages sur papier et en peinture croquant les avocats, il s'appuie sur ses propres expériences dans la salle d'audience. Bien avant d'avoir été emprisonné, il a vu son père poursuivi par des créanciers. Il aimait clairement se moquer de la profession juridique et avait manifestement l'impression que le jeu était toujours contre les pauvres et les sans défense de la société. Quel que soit le résultat pour l'homme moyen, les avocats des images de Daumier s'en sortent toujours bien.
Il purge d'abord sa peine dans une maison de santé de la rue Pigalle puis, à partir du 17 mars, chez l'aliéniste Casimir Pinel, à Chaillot, avant d'être transféré le 31 août à la prison Sainte-Pélagie. De sa prison, il incite le peintre Paul Huet à pratiquer la caricature politique.
Charles Philipon crée un nouveau journal satirique Le Charivari le 1er décembre 1832. Le vif entrepreneur va s'entourer de brillants artistes parmi lesquels Daumier qui y réalise son premier dessin le 6 mai 1833 Le bois est cher et les arts ne vont pas (LD146).
Il poursuit son activité de caricaturiste politique jusqu'en août 1835. La dernière parution de La Caricature date du 27 août 1835. C'est dans son numéro 251, planche 524 que la dernière caricature politique de Daumier intitulée C'était vraiment bien la peine de nous faire tuer est publiée. En effet, le journal cesse provisoirement de paraître à la suite de la promulgation de la loi sur la censure de la presse du 9 septembre 1835, consécutive à l'attentat de Giuseppe Fieschi (1790-1836) contre Louis-Philippe et la famille royale.

### 1835-1848: vers les caricatures sociales
La censure gouvernementale le contraint à concentrer son travail sur les caricatures de mœurs qu'il pratiquera en fait jusqu'à la fin de sa vie.
À partir d’août 1836, Le Charivari publie la série des cent lithographies des Robert Macaire, sous le titre Caricaturana, toutes les planches sont signées conjointement par Daumier et Philipon. En janvier 1838 débute la série Croquis d’expression dont Daumier livrera cinquante-trois dessins.
En 1839, année de la révélation du daguerréotype au public, Daumier va réaliser une quinzaine de lithographies sur le thème de la photographie. Il sera parmi les tout premiers artistes à gentiment se moquer des faiblesses de la toute récente invention. Il dessine très tôt sa première lithographie qui parait le 2 juillet 1840 dans Le Charivari sous le titre La patience est la vertu des ânes.
Mars 1845, commence la série Les gens de justice publiée dans Le Charivari.
Le 16 avril 1846, Daumier épouse Marie-Alexandrine Dassy, dite Didine ou Nini, couturière, qui demeurait jusqu’alors chez ses parents.
Daumier reprend progressivement la caricature politique en 1848, à l'avènement de la seconde République, pour l'interrompre à nouveau après le coup d'État du 2 décembre 1851 lorsque le régime politique se durcit.
Il fait la connaissance la même année du marchand d'art Adolphe Beugniet qui vient d'ouvrir une galerie au 18, rue Laffitte, et qui deviendra un ami intime. Ce dernier lui achètera nombre de dessins, tout particulièrement entre 1865 et 1867. Daumier lui dédicacera l'un de ses tableaux en remerciement. Voir plusieurs lettres de Daumier à Beugniet

### 1848-1852: une liberté retrouvée
C’est à la suite de la révolution de 1848, dites aussi « Révolution de Février », qui se déroule à Paris du 22 au 25 février 1848, qu’est proclamée la Deuxième République mettant fin à la monarchie de Juillet. Pour un court moment, la liberté d’expression est rétablie et toutes les mesures de contrainte qui pèsent sur la presse sont abolies. Cette euphorie sera de courte durée.
Durant cette période, Daumier poursuit ses caricatures sociales mais renoue avec la satire politique. Parmi ses oeuvres les plus notables on peut citer : Le Révérend père capucin Gorenflot, le dernier Conseil des ex-ministres, le gamin de Paris aux Tuileries parmi ses plus belles planches. Daumier participe au concours ouvert le 14 mars 1848 par la république naissante pour une « figure peinte de la république ».
Ayant les coudées assez franches, Daumier poursuit ses oeuvres politiques : De novembre 1848 à août 1850, est publiée la série Les Représentants-Représentés, portraits-charges de parlementaires et la série Physionomie de l’Assemblée.
C’est en 1850 que Daumier invente un nouveau personnage, Ratapoil, le type de l’agent de propagande bonapartiste, anticipant en cela le coup d’Etat du 2 décembre 1851, qu’il fera figurer dans plusieurs lithographies à venir.
Septembre 1850 voit paraitre les premières lithographies de sa série Les Idylles parlementaires, 27 planches dont 16 publiées dans Le Charivari.
Il expose une de ses premières peintures Le Meunier, son fils et l'Âne au Salon de 1849.

Etude, Tableau et dérivé
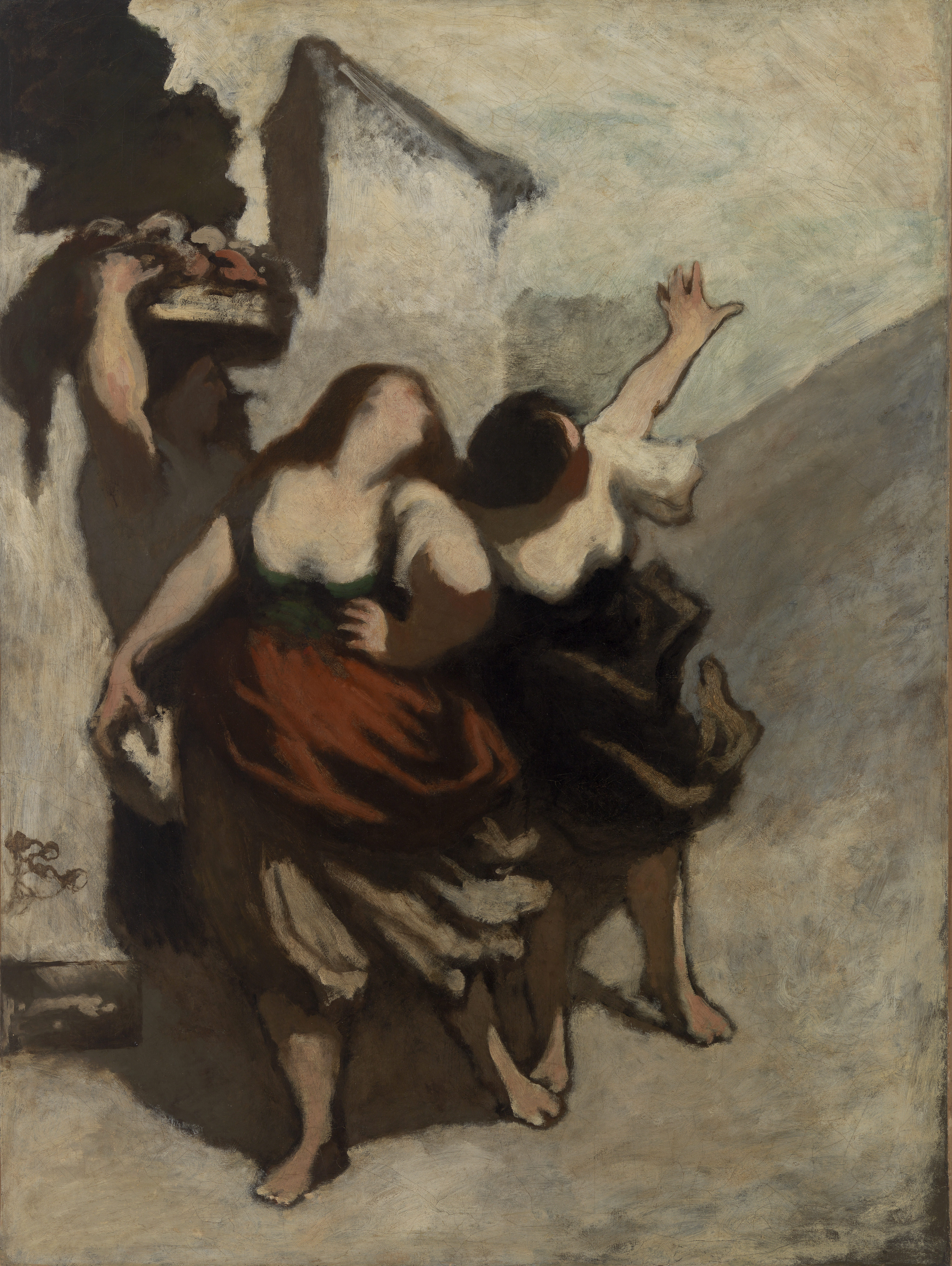
Les Ribaudes Fondation Barnes, Philadelphie.
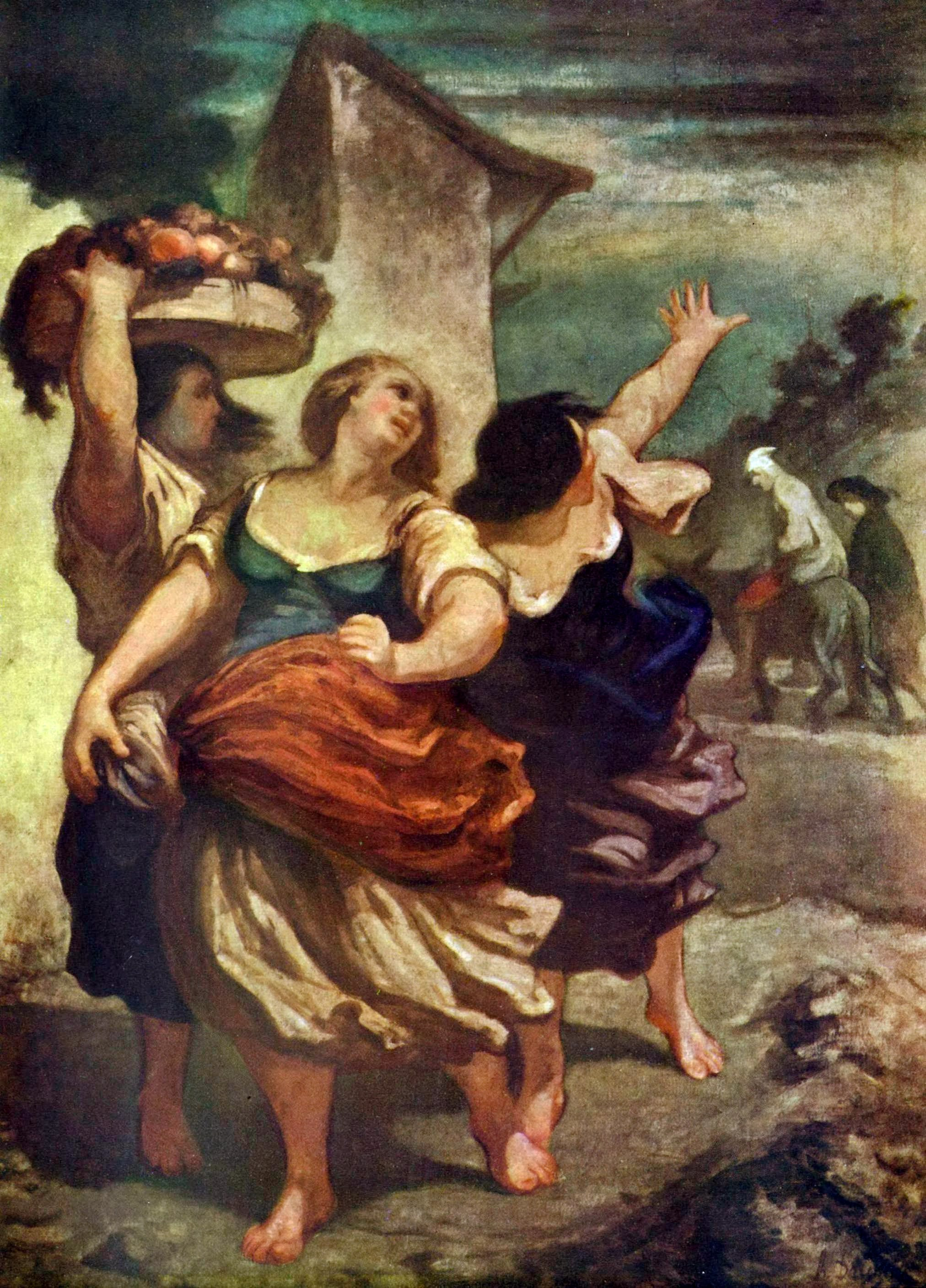
Le Meunier, son fils et l'Âne Collection Burrell, Glasgow.
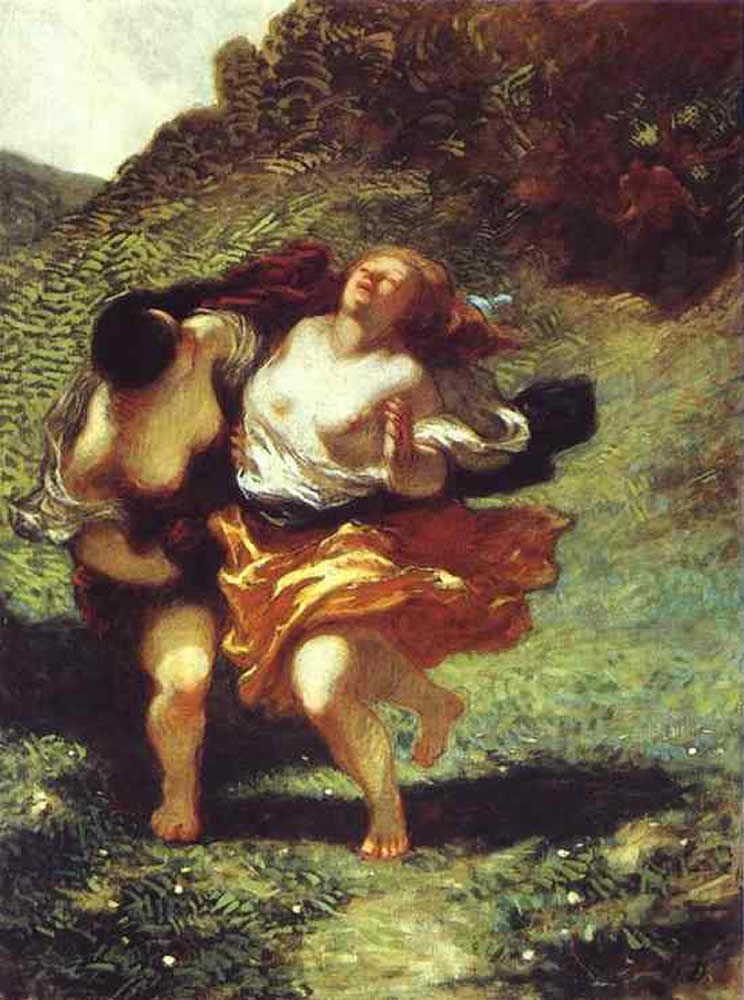
Femmes poursuivies par des satyres,1850 Musée des beaux-arts de Montréal.

Suivront plusieurs tableaux empruntant leurs thèmes au réalisme social, cher à Gustave Courbet, mais d'un traitement très intériorisé. Il fait aussi plusieurs toiles sur le thème de Don Quichotte ou des saltimbanques.
Ses peintures révèlent une observation de la condition humaine révélant avec sympathie la pauvreté et l'isolement des saltimbanques. Dans les Saltimbanques itinérants il a peut-être ressenti une affinité personnelle avec les artistes. Le petit garçon portant une chaise pourrait être un souvenir de son enfance, lorsque sa famille, démunie et vivant à Paris, subit de nombreux déplacements vers des logements de plus en plus dégradés. Son père, poète et dramaturge raté a été envoyé à l'asile d'aliénés de Charenton en 1851, où il est décédé.
La liberté de la presse est remise en cause, dès avant le coup d’État, lors du retour au pouvoir d’une majorité conservatrice (décrets des 9 et 11 août 1848, lois du 27 juillet 1849 et du 8 juin 1850). Daumier va bientôt devoir, à nouveau, plancher sur la caricature de mœurs.

### 1852-1860: Daumier sous l'Empire autoritaire
Dès le lendemain du coup d’État, la presse est mise au pas par les décrets du 31 décembre 1851 qui défèrent les délits de presse aux tribunaux de police correctionnelle. Par le décret du 17 février 1852 et par les décrets complémentaires des 25 février, 1er et 28 mars 1852, sont instituées diverses mesures autoritaires parmi lesquelles, en cas d’infraction, la sanction de l’avertissement. Au bout de deux avertissements en deux mois, la suspension du journal intervient. Enfin la suppression pure et simple est possible en fonction des exigences de la sûreté générale. Les journaux d’opposition connaissent une baisse sensible de leur tirage, ce qui les fragilise…
Après le coup d’Etat du 2 décembre 1851 et l’avènement du Second Empire, Daumier se consacre à nouveau à la caricature de moeurs, son gagne-pain principal. Bien sûr, il ne renonce pas à la peinture.
À partir de cette date, la production de lithographies de Daumier devient très abondante : on peut citer parmi une longue liste de séries réalisées pour Le Charivari essentiellement, Les Parisiens, Croquis musicaux, Le Public au Salon, Croquis aquatiques, Emotions de chasse, En Chine, …
Le 1er octobre 1857, Baudelaire publie « Quelques caricaturistes français », dans Le Présent, Revue universelle, où Daumier figure à une place majeure.

### 1860-1870: Daumier sous l'Empire libéral
En mars 1860, Daumier est licencié du Charivari après vingt-sept ans de service. Il ne réintégrera le journal qu’en décembre 1863. Renvoyé du journal, Daumier va connaitre une période difficile même s’il continue à publier de nombreuses lithographies pour différents journaux (Le Boulevard, Le Monde Illustré). Est ainsi publiée le 25 mai 1862 dans Le Boulevard la fameuse planche Nadar élevant la Photographie à la hauteur de l'Art.
1861 : Daumier dessine (mais s’est-il jamais interrompu) et peint. En février, Une blanchisseuse (sur ce thème de la blanchisseuse, il existe trois versions proches, dont la première apparaît au Salon de 1861) et Les Buveurs.
18 décembre 1863, Daumier recommence à travailler pour Le Charivari, Charles Philipon est mort. Ses anciens amis organisent un banquet en son honneur.
À partir de 1865, Daumier connaît des difficultés financières : en octobre, il quitte Paris pour vivre avec sa femme à Valmondois dans une maison au centre du village que Camille Corot a mis à sa disposition en 1865, sur l’insistance d’un de ses amis, le sculpteur Adolphe-Victor Geoffroy-Dechaume. Il fait encore des caricatures politiques dans les années 1870, mais il perd progressivement la vue. En 1877, il reçoit une pension de l'État.

### 1870-1879: Daumier à l'aube de la 3ème République

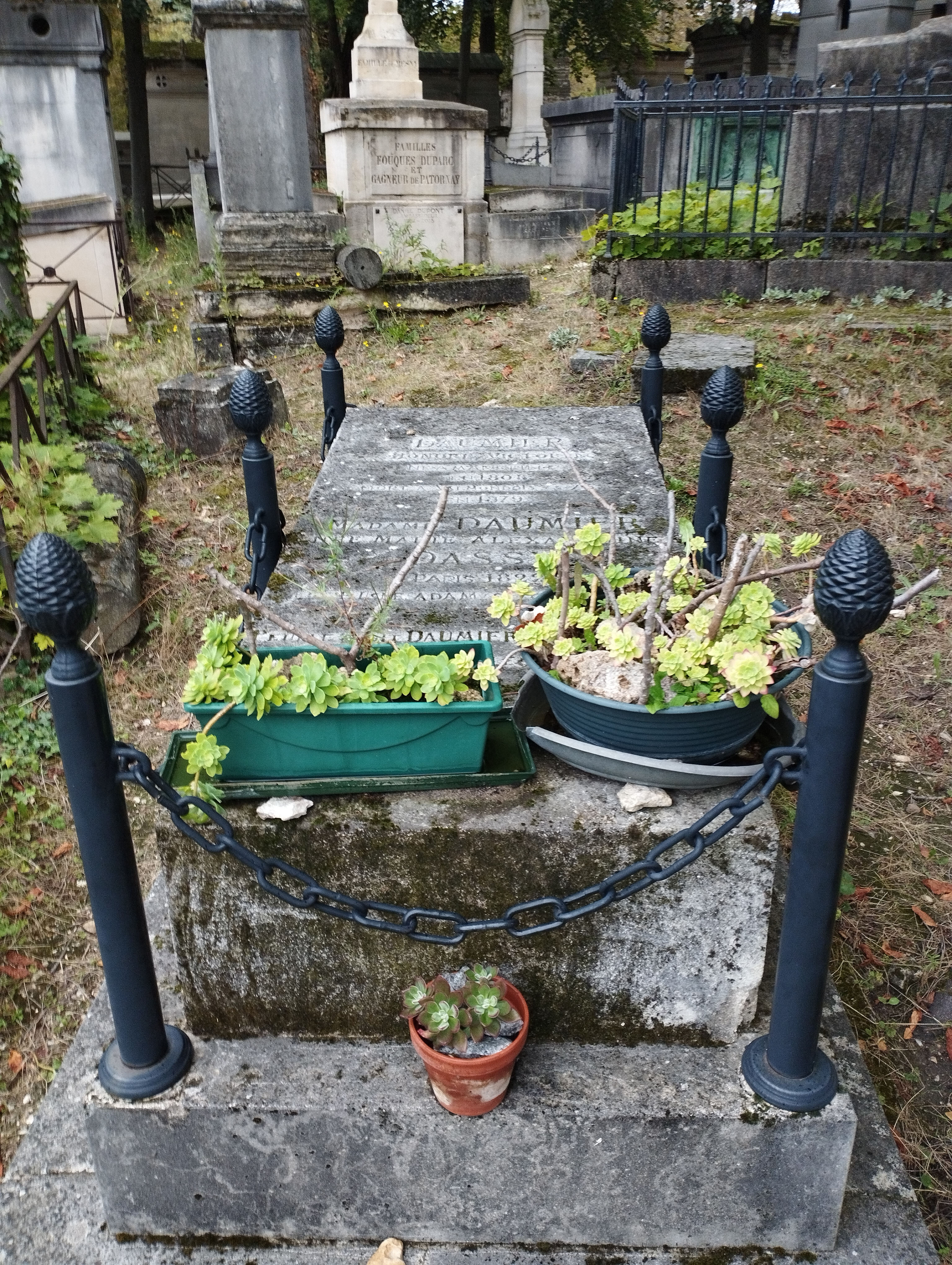
Tombe d'Honoré Daumier au cimetière du Père-Lachaise (division 24).

Avant de perdre entièrement la vue, il compose sa dernière lithographie politique Et pendant ce temps-là ils continuent à affirmer qu'elle ne s'est jamais mieux portée ! publiée dans Le Charivari le 24 septembre 1872 (LD 3937).
S'agissant de ses peintures, elles n'ont jamais été estimées de son vivant. En 1878 est organisée dans la galerie Durand-Ruel la première exposition rétrospective de ses œuvres, qui sont regroupées, au nombre de 94, avec 200 dessins, sous la houlette d'un comité que préside Victor Hugo. La bourgeoisie et les classes moyennes n'appréciaient guère la façon dont Daumier les ridiculisait ; elles l'ont persécuté et se sont toujours refusées à voir en lui autre chose qu'un caricaturiste. Pourtant, son universalité est incontestable : Daumier est le premier grand artiste contemporain à se pencher sur le sort des opprimés en dénonçant les raisons profondes de leur misère matérielle et morale.
Il meurt le 10 février 1879 ; un an plus tard, son corps est exhumé du cimetière de Valmondois pour être transféré à Paris au cimetière du Père-Lachaise, où il repose aux côtés de ses amis Camille Corot et Charles-François Daubigny, dans la 24e division.
La ville de Marseille lui a rendu hommage en érigeant un buste en bronze au pied de l'Hôtel-Dieu.

## Œuvre

### Caricatures politiques, caricatures de mœurs

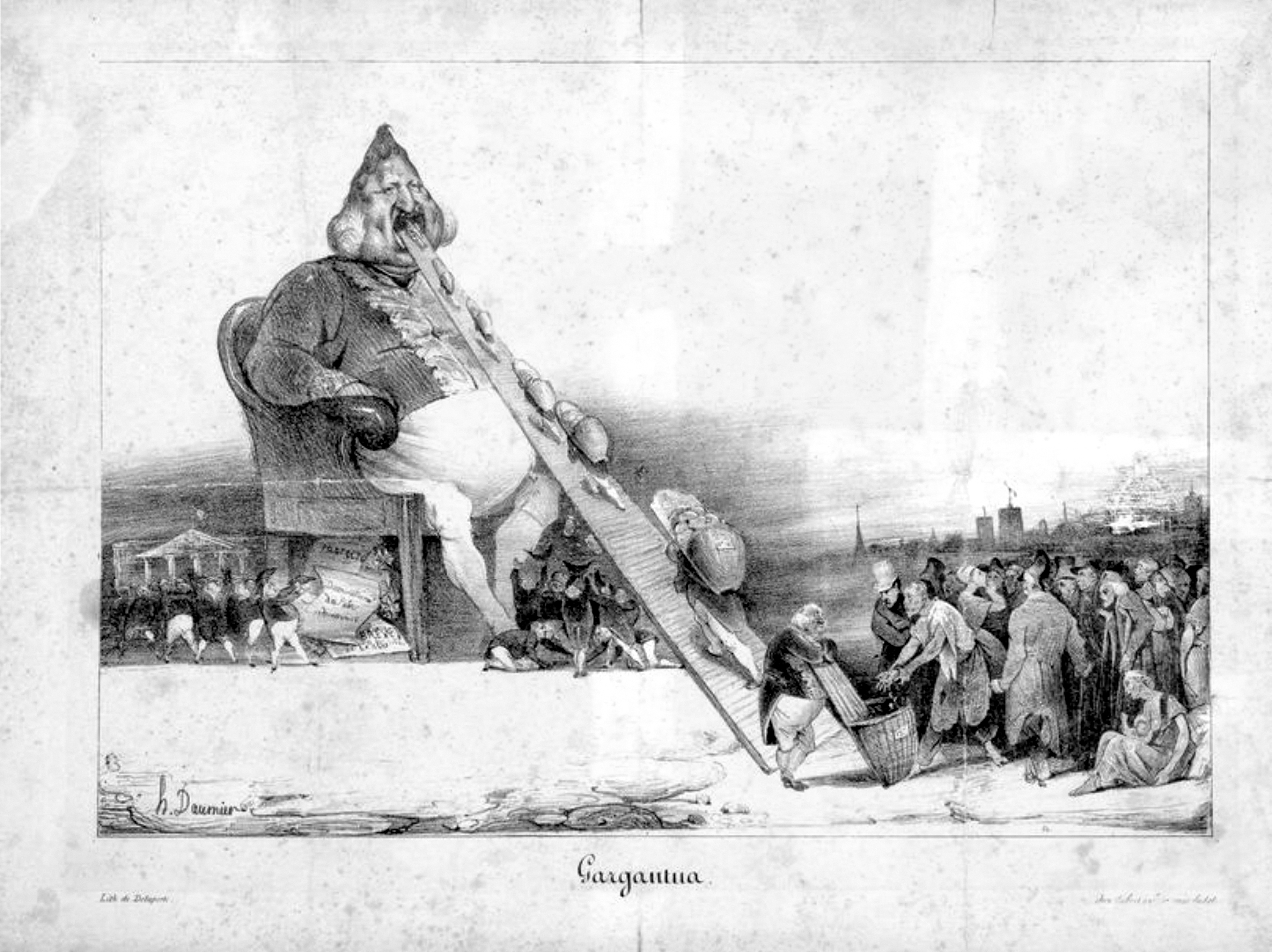
Gargantua (1831), caricature de Louis-Philippe.

Son activité dans le domaine de la caricature est considérable. La liste des lithographies réalisées par Daumier et compilées en 1904 ne comporte pas moins de 3 958 numéros. Pour se rendre compte de l’immense production de Daumier, il faut consulter le Catalogue raisonné de l’oeuvre lithographié de Honoré Daumier par N.-A. Hazard & Loys Delteil, 1904. Chacune des pièces identifiées par Delteil comme attribuables à Daumier seront référencées sous ses initiales 'LD' avec, juxtaposé aux initiales, un numéro d'ordre chronologique, exemple : (LD1) qui signifie "première lithographie répertoriée comme telle par Loys Delteil".
Daumier est l'homme de la lithographie. La seule vraie gravure à l’eau-forte de Daumier fut réalisée un soir de 1872 sur une plaque de cuivre divisé en six sections. Trois des artistes présents, Alfred Taiée, Harpignies, Daumier, y ont chacun gravé un sujet, Félicien Rops a gravé, lui, sur deux sections quand une section du cuivre est restée vide. Daumier a dessiné la tête d'un vieil homme sur sa section. Les dimensions de sa gravure sont très petites ( 5 x 7 cm). Cette gravure est la seule que Daumier ait jamais faite. (voir Bouvy 983). Daumier a très tôt adopté la lithographie comme le meilleur et le plus pratique médium pour faire connaître son oeuvre dessiné.
Daumier va réaliser ses premières lithographies, des pièces isolées, dès les années 1819, il n’a alors que onze ans. Le corpus de ces oeuvres de jeunesse n’est toutefois pas encore bien déterminé. Il semble, en tout état de cause, qu’il n’ait produit aucun dessin entre 1824 et 1829 et cette situation demeure tout de même assez paradoxale.
C'est en 1830 que Daumier réalise ses premières lithographies pour le journal La Silhouette (La première lithographie de Daumier parut dans La Silhouette l’est le 22 juillet 1830). Il en produit trois pour ce journal.
Lorsqu'en novembre 1830 Charles Philipon lance le journal humoristique, La Caricature, Daumier rejoint son équipe, qui déjà compte Achille Devéria, Auguste Raffet et Grandville. Il commence sa série de dessins satiriques, en prenant pour cible la bourgeoisie, la corruption des magistrats et l'incompétence du gouvernement.
Entre 1830 et 1835, Daumier réalise des bustes en terre crue colorée (dont 36 sont conservés au musée d’Orsay à Paris) caricaturant les principaux personnages politiques du début de la monarchie de Juillet. Ces bustes servaient à l’artiste à réaliser ses lithographies destinées à être publiées dans La Caricature. L'édition de ces œuvres en bronze est posthume.
Ses caricatures lui apportent une immédiate célébrité, mais lui valent également des ennuis avec la justice. Sa caricature de Louis-Philippe intitulée Gargantua, où tel un ogre le roi avale tout l'or rassemblé en imposant le peuple, pour le défèquer en autant de nominations politiques et rétributions au profit de la classe privilégiée, conduit Daumier à la prison Sainte-Pélagie pour une peine de six mois de détention en 1832.
Peu de temps après, La Caricature cesse de paraître, mais Philipon offre un nouveau champ d’action à Daumier en fondant Le Charivari, journal qui joue un rôle important dans la vie politique de l'époque, et est spécialement dirigé contre Louis-Philippe. Daumier produit pour Le Charivari des caricatures sociales, dans lesquelles il tourne en ridicule la société bourgeoise personnifiée par la figure de Robert Macaire, héros d'un mélodrame populaire. Dans une autre série, L'histoire ancienne, il s’en prend au pseudo-classicisme de l'art pendant cette période. Il se fait aussi le témoin de certains événements tragiques ou de scènes fortes se déroulant à Paris (Massacre de la rue Transnonain, 15 avril 1834, Le Ventre législatif). Il réalise un portrait-charge sculpté de Charles Philipon en 1833.
À la suite de l'adoption des lois sur la censure en 1835, Daumier renonce à la satire politique pour se tourner vers la caricature de mœurs, genre dans lequel il excelle (Les Gens de Justice, Les Bons Bourgeois).
En 1848, Daumier lance une nouvelle série politique, toujours par l’intermédiaire du journal Le Charivari, qu'il quitte en 1860, avant d’y revenir en 1864.

Caricatures d'Honoré Daumier
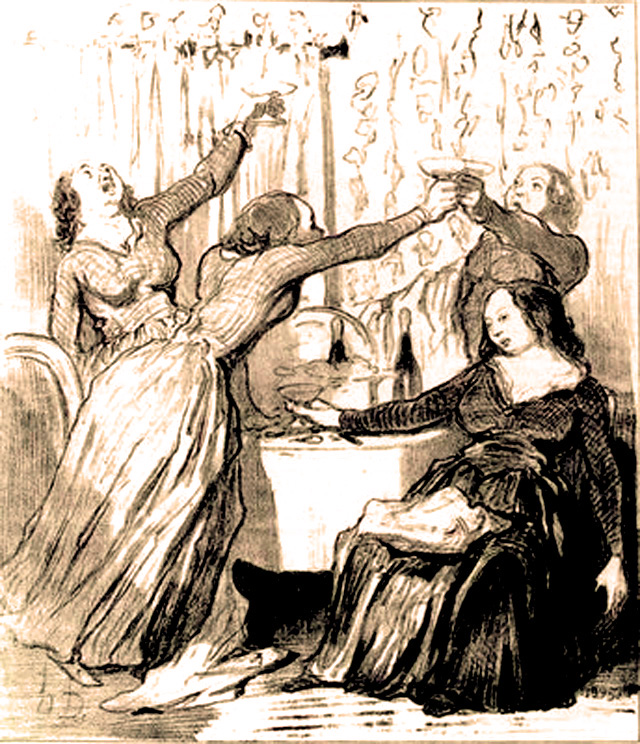
Lithographie parue dans Le Charivari en 1848.
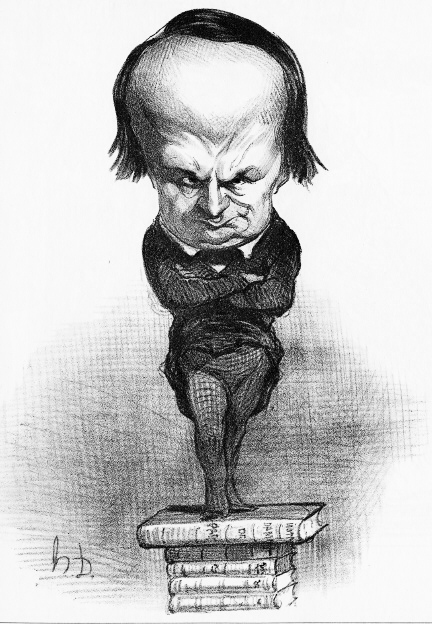
Victor Hugo. Le Charivari (20 juillet 1849).
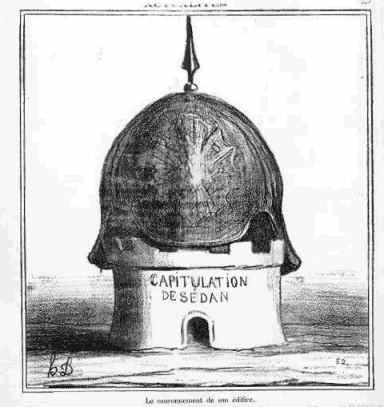
La capitulation de Sedan. Lithographie publiée dans Le Charivari (1870).
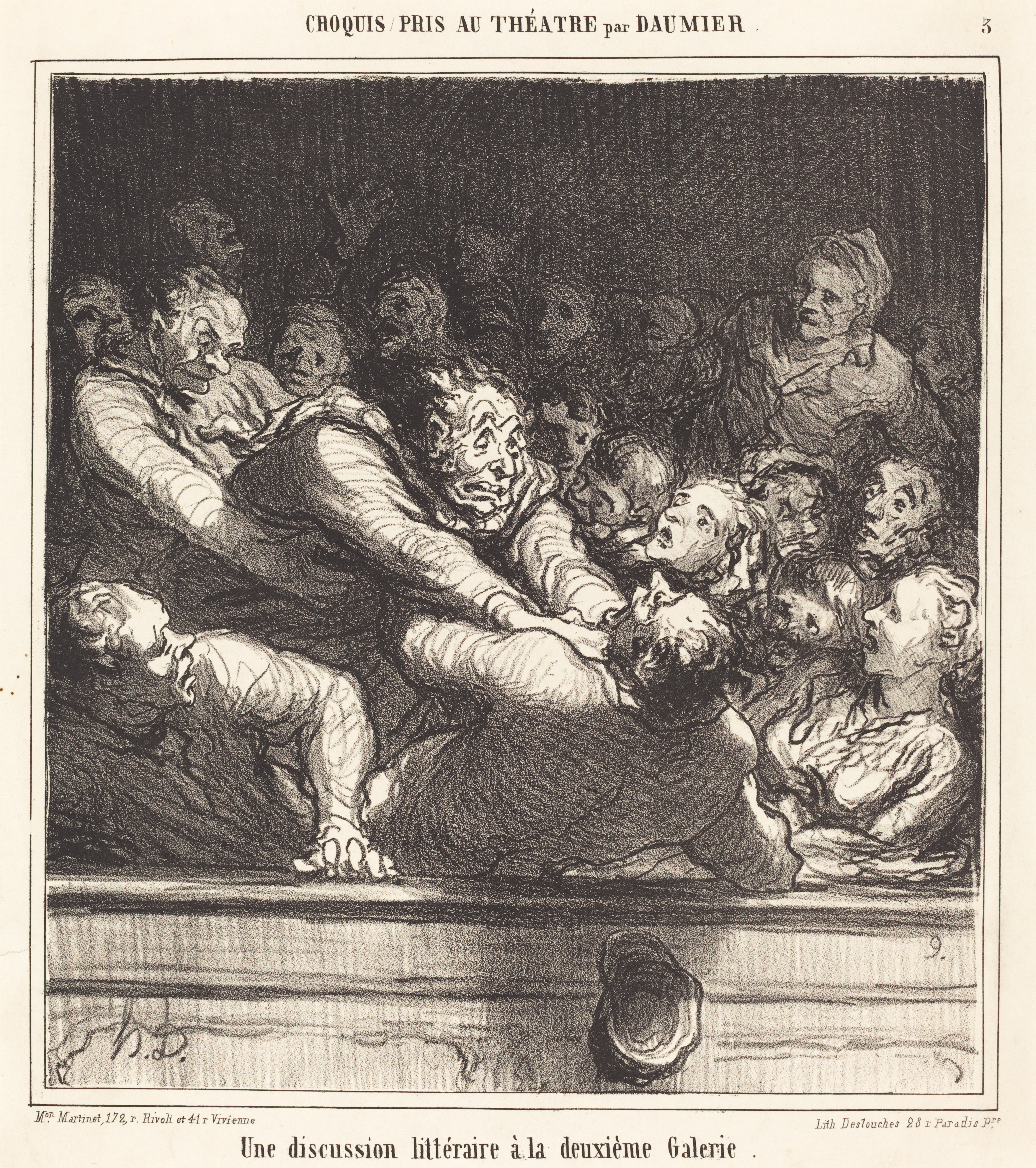
Une discussion littéraire. Le Charivari (27 février 1864).
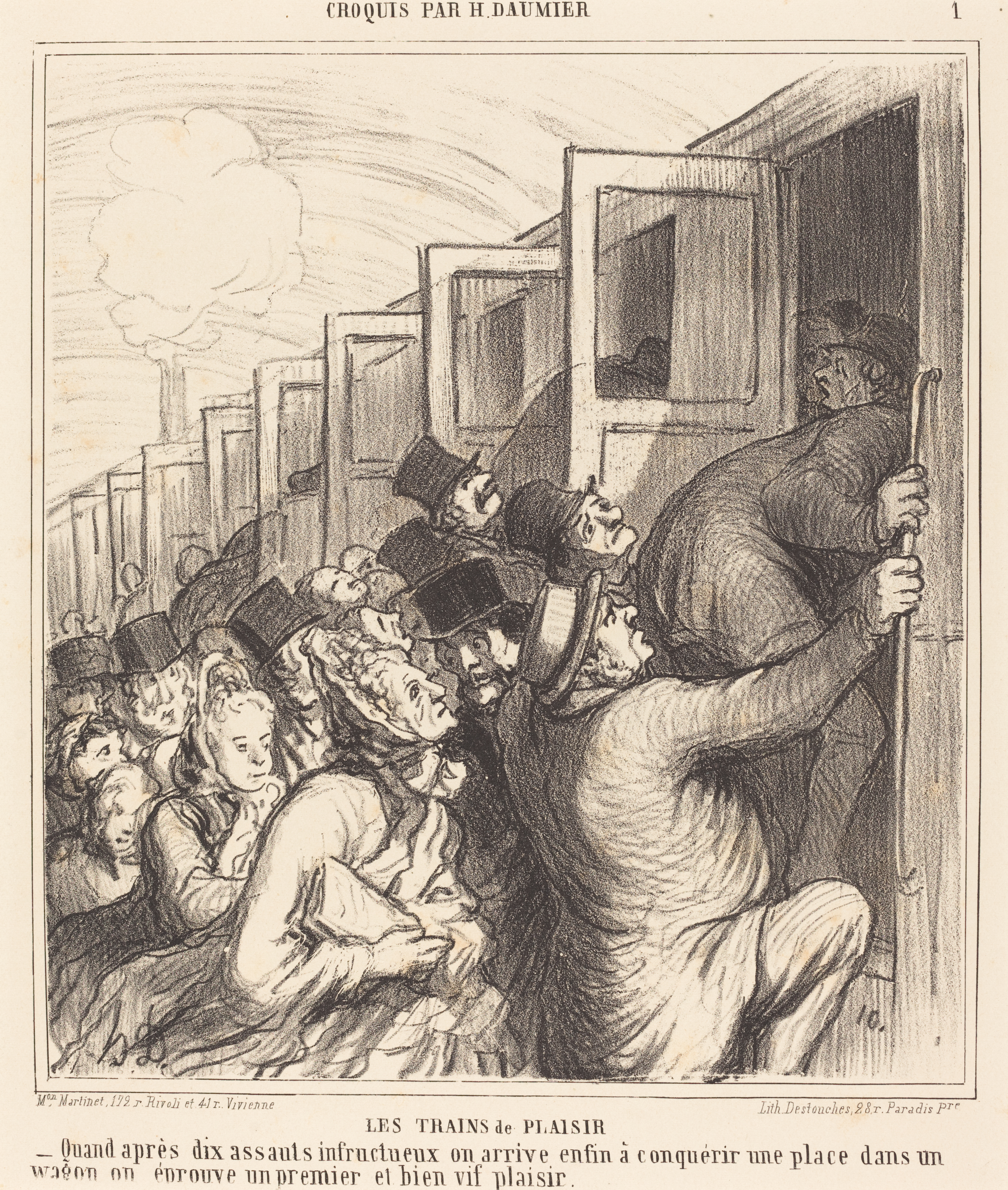
Les Trains de plaisir, (1864).
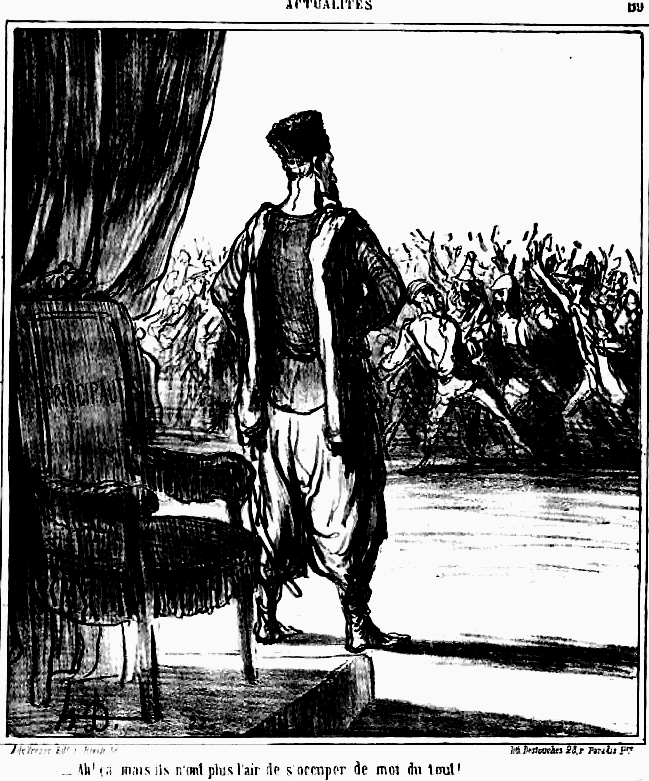
Ah ! ça… mais ils n'ont plus l'air de s'occuper de moi du tout !. Le Charivari (1866).
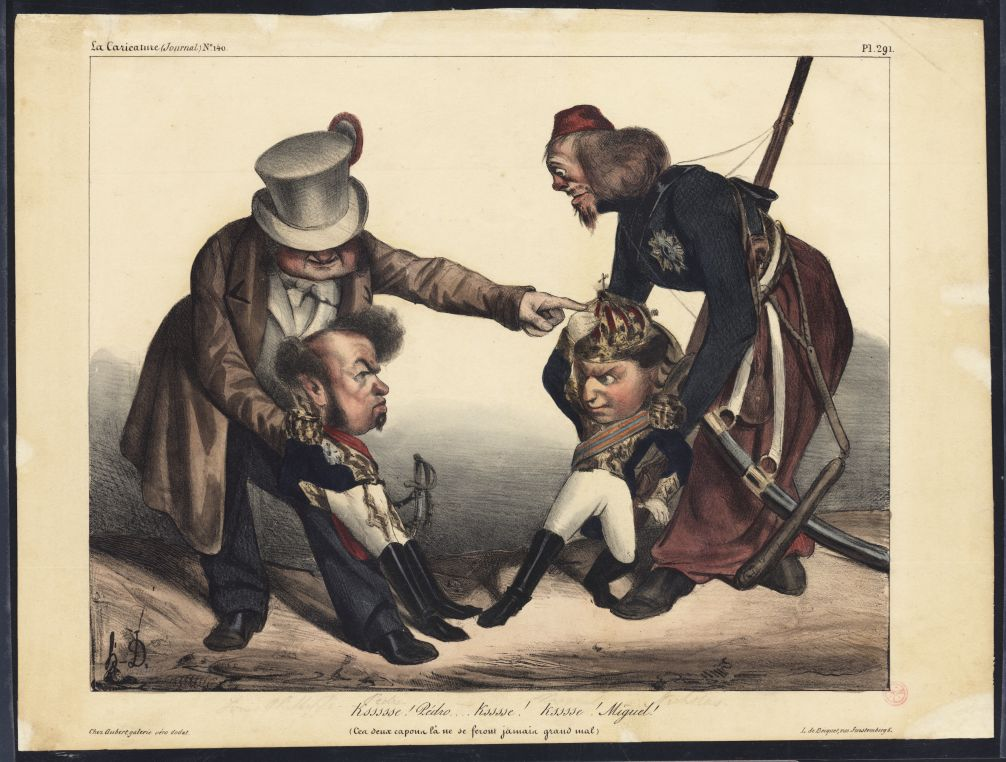
Caricature sur la guerre portugaise (1831-1834)[23].
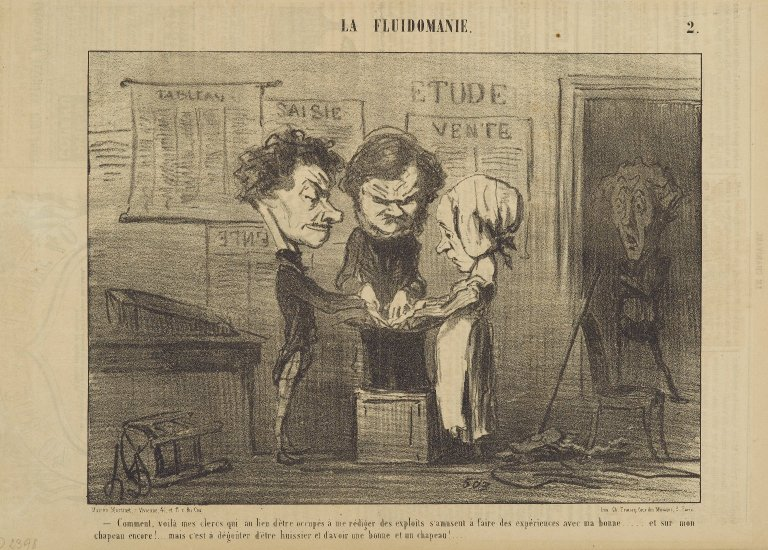
La Fluidomanie (vers 1853), New York, Brooklyn Museum.
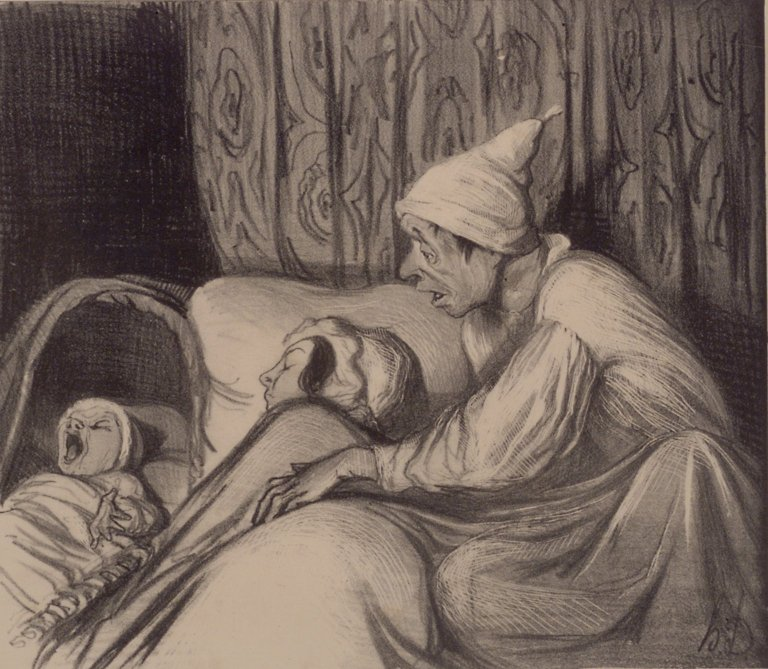
L'Ouïe (1839), New York, Brooklyn Museum.

### Illustrations
Dès la parution de l'édition Furne de La Comédie humaine en 1845, Daumier participe à l'illustration des romans d'Honoré de Balzac, notamment Le Père Goriot et Ferragus. Il avait déjà collaboré avec Grandville et Henry Monnier à l'illustration de la revue La Chronique de Paris (1836), créée par Balzac. N'oublions pas qu'à l'inverse Balzac, très tôt, signera des articles sous pseudonyme dans le journal de Philipon La Caricature.
Illustration pour Le Charivari, Décadence du drame en 1866, 1866, en possession du Musée des Beaux-Arts et d'Archéologie Joseph-Déchelette, Roanne.

### Peintures
Nous possédons assez peu de points de repères permettant de dater les oeuvres peintes de Daumier. Souvent rien ne prouve que la date à laquelle les oeuvres furent exposées coïncide toujours avec l’année où elles furent peintes. Il est difficile de dire quelles furent précisément ses oeuvres de jeunesse et quel fut le volume de sa production.

Claude Roger-Marx nous dit que c’est à partir de 1848 et surtout à partir de 1860, que moins accaparé par la lithographie, Daumier entreprend de peindre. Beaucoup de toiles sont restées à l’état d’ébauches. Certaines oeuvres sont d’inspiration religieuse, d'autres sont inspirées de l’antique

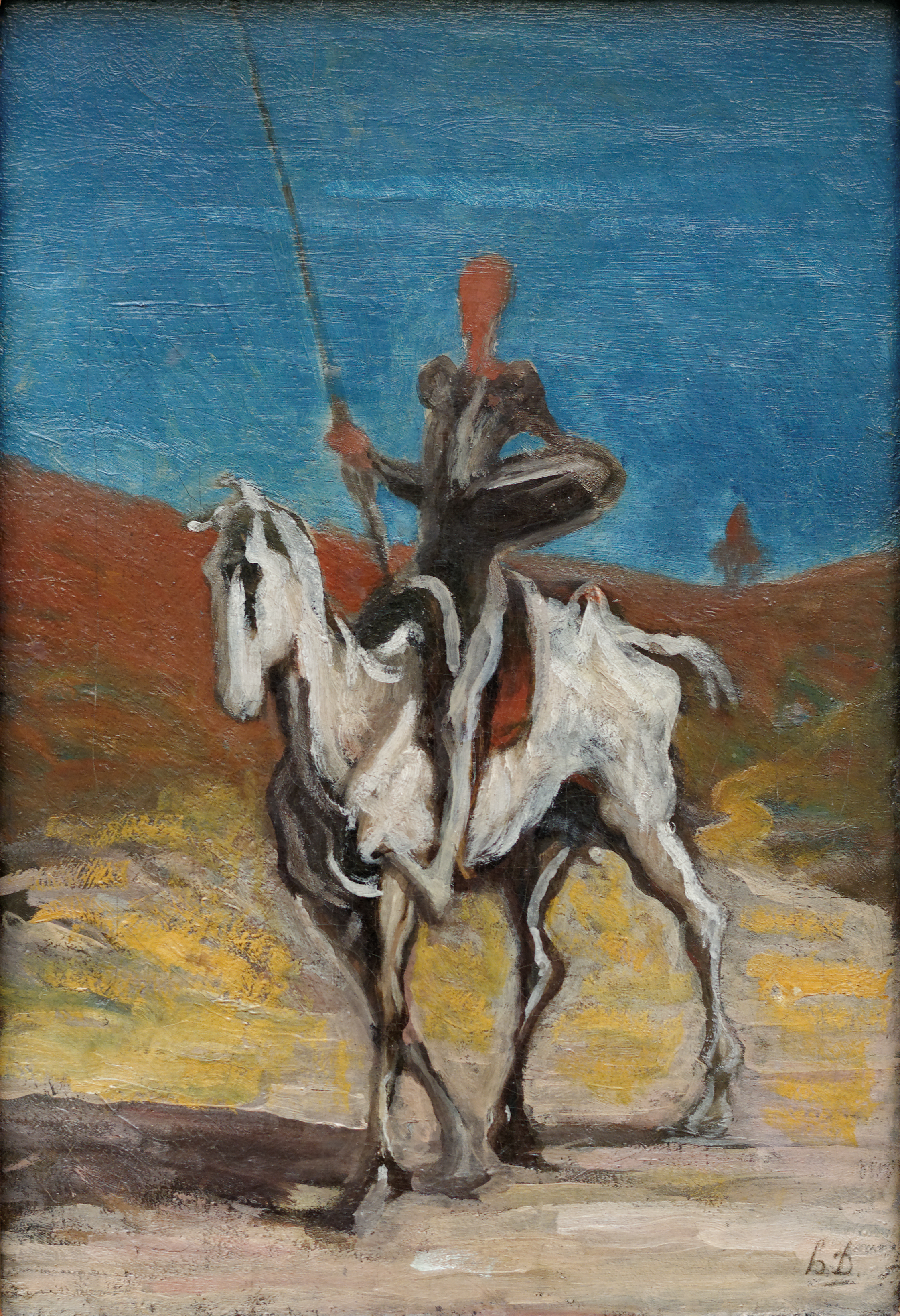
Don Quichotte (vers 1868), Munich, Neue Pinakothek.

On recense plus de cinq cents tableaux qui lui sont attribués, dont la plupart ne sont pas datés.
Son style diffère de son travail graphique, il est difficile de reconnaître le créateur de Robert Macaire, de Les bas-bleus, des Bohémiens de Paris, et des Masques, dans les tableaux du Christ et ses Apôtres (Rijksmuseum d’Amsterdam) ou, dans son Bon Samaritain, son Don Quichotte et Sancho Panza, son Christ moqué, ni même dans les esquisses de la collection Ionides de South Kensington. Cependant, comme dans ses estampes, ses peintures représentent souvent des personnes en marge de la société moderne, comme des artistes de cirque ou des gens exerçant de petits métiers. Il privilégie également des scènes tirées de la vie de tous les jours.
Daumier est l'un des premiers peintres qui ait abordé des sujets réalistes, quand bien même son style en est fort éloigné ; l'on pourrait parler de réalisme intériorisé : « Il est plus un réaliste d'intention qu'un réaliste de fait, et cette étiquette, qui lui est fréquemment apposée, n'est généralement due qu'à l'énoncé de ses œuvres. […] Contrairement à Courbet, il prend toujours du recul par rapport à la réalité, lui imposant l'empreinte profonde de son individualité », ce qui n'est guère étonnant, car il ne peint pas en plein air, en syntonie avec la lumière, mais toujours en atelier. Il œuvre ainsi avec la puissance de son souvenir et sa sensibilité.
Sa peinture, où prédominent souvent le lilas vineux et le vert plombé, est restée confidentielle de son temps, mais néanmoins connue des plus grands. Elle n'a guère rencontré de succès jusqu'à l’année qui a précédé sa mort, en 1878, lorsque Paul Durand-Ruel a accueilli ses œuvres dans ses galeries pour démontrer l'étendue du talent de celui qui fut surnommé le « Michel-Ange de la caricature ».
- Le Wagon de troisième classe (1864), une peinture qui dénonce la pauvreté ;
- Les Amateurs d'estampes, musée national des beaux-arts d'Alger.

#### Les peintures de Daumier volées ou perdues
Pendant la Deuxième Guerre mondiale, un grand nombre de toiles furent détruites ou volées. Une liste, élaborée à partir de recherches de 2011, donne des renseignements sur une centaine de peintures disparues, soit 6 % environ de l'œuvre peint.

Peintures d'Honoré Daumier
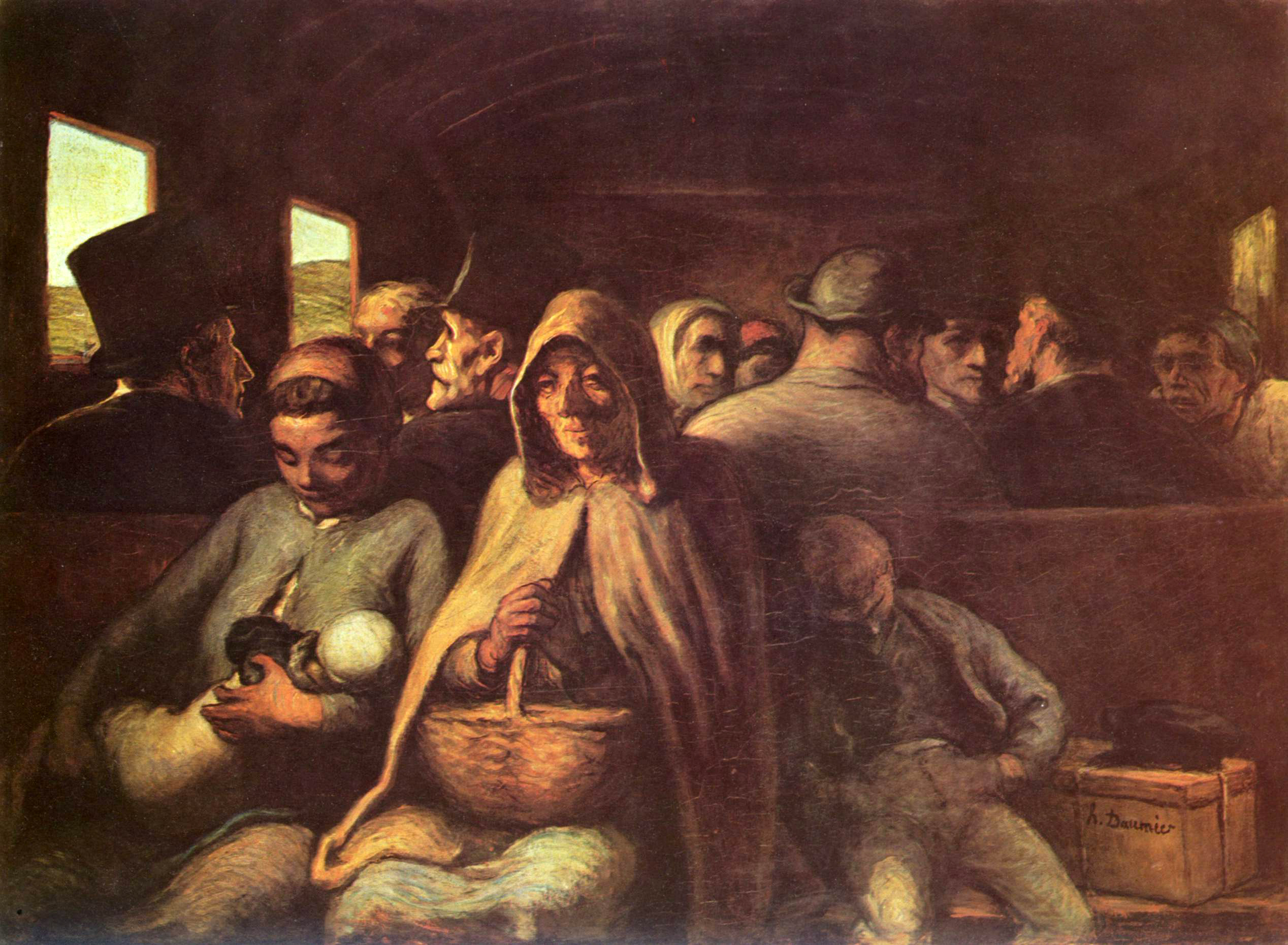
Le Wagon de troisième classe (1864), Ottawa, Musée des beaux-arts du Canada.
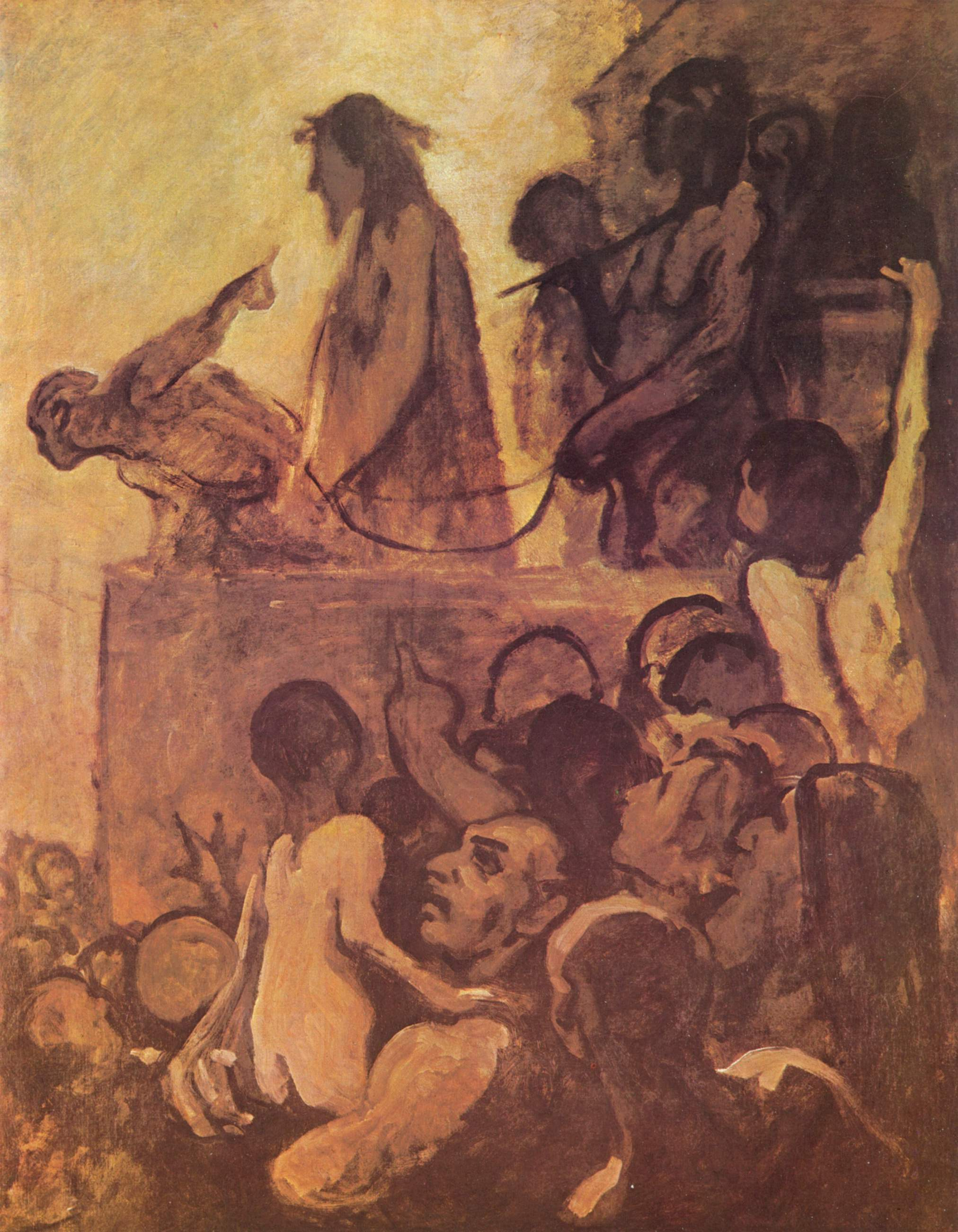
Ecce homo (1850), Essen, musée Folkwang.
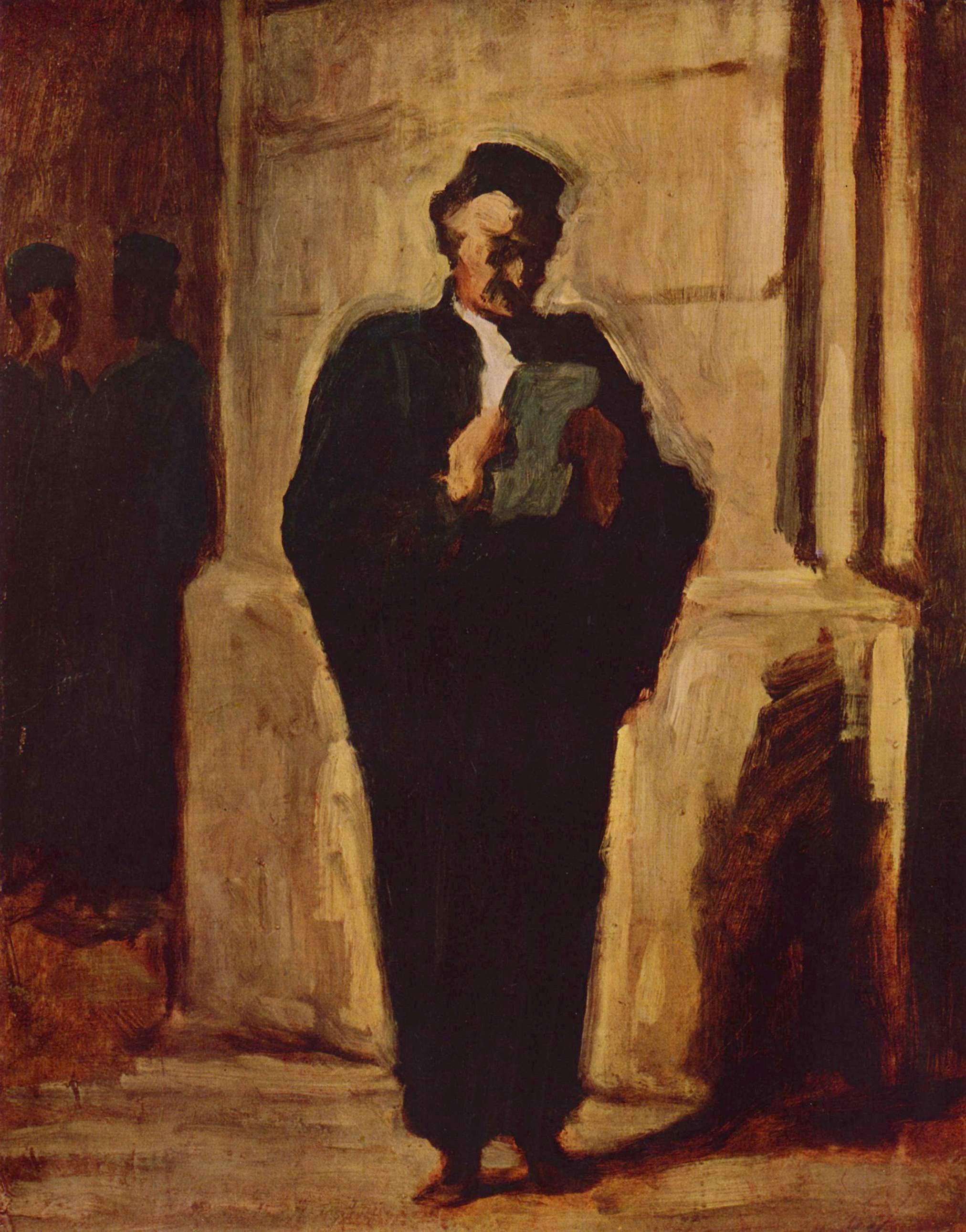
L'Avocat, collection particulière.
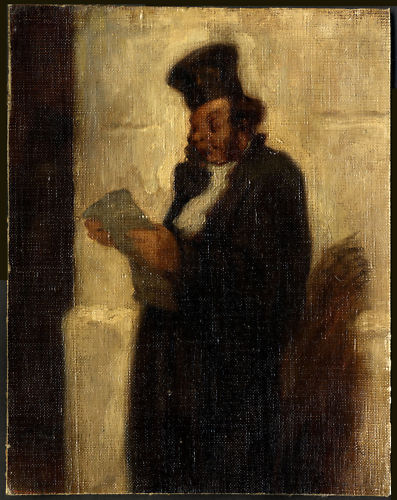
L'Avocat au placet, (vers 1855), collection particulière.
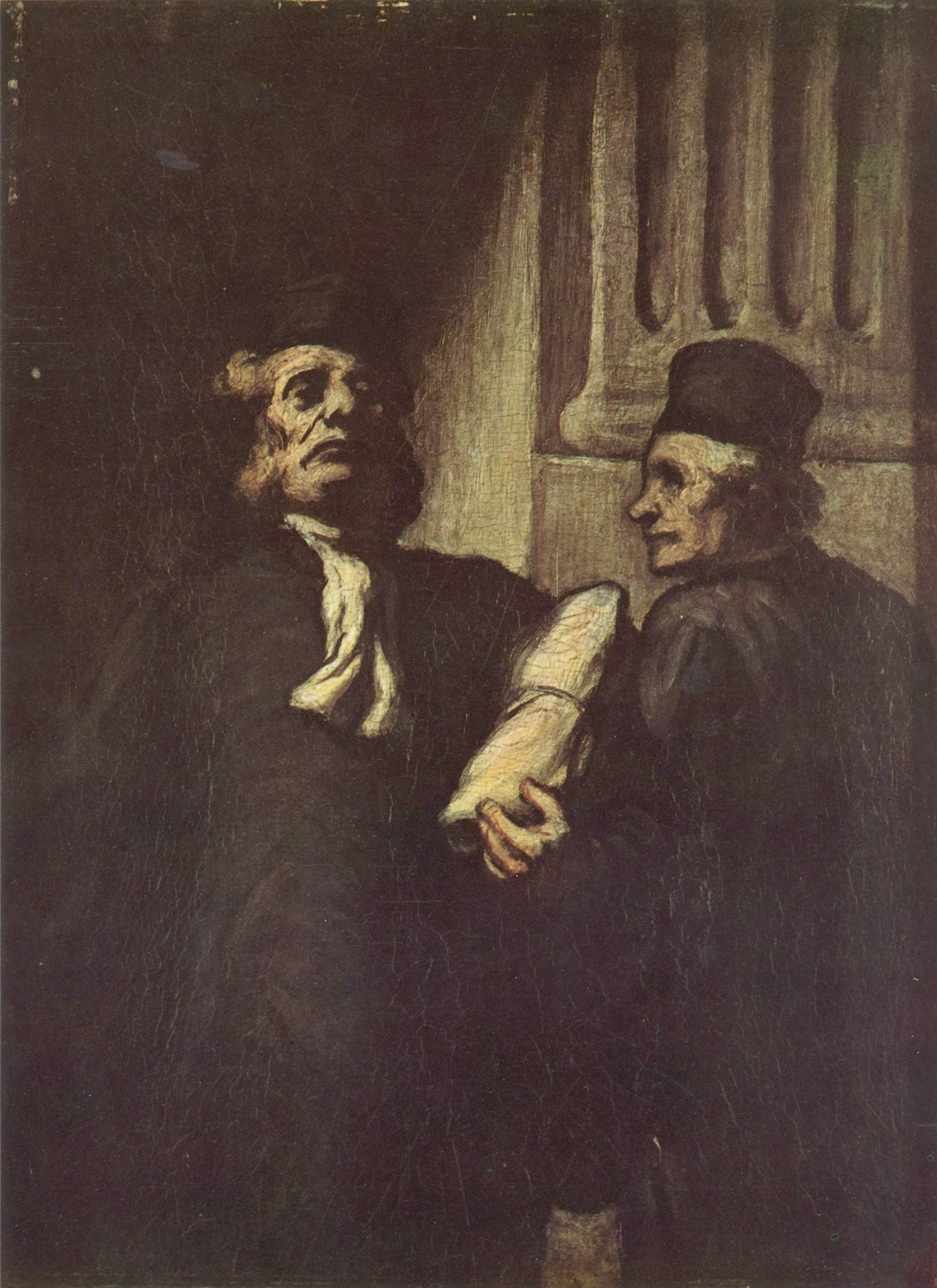
Les Avocats, Lyon, musée des beaux-arts.
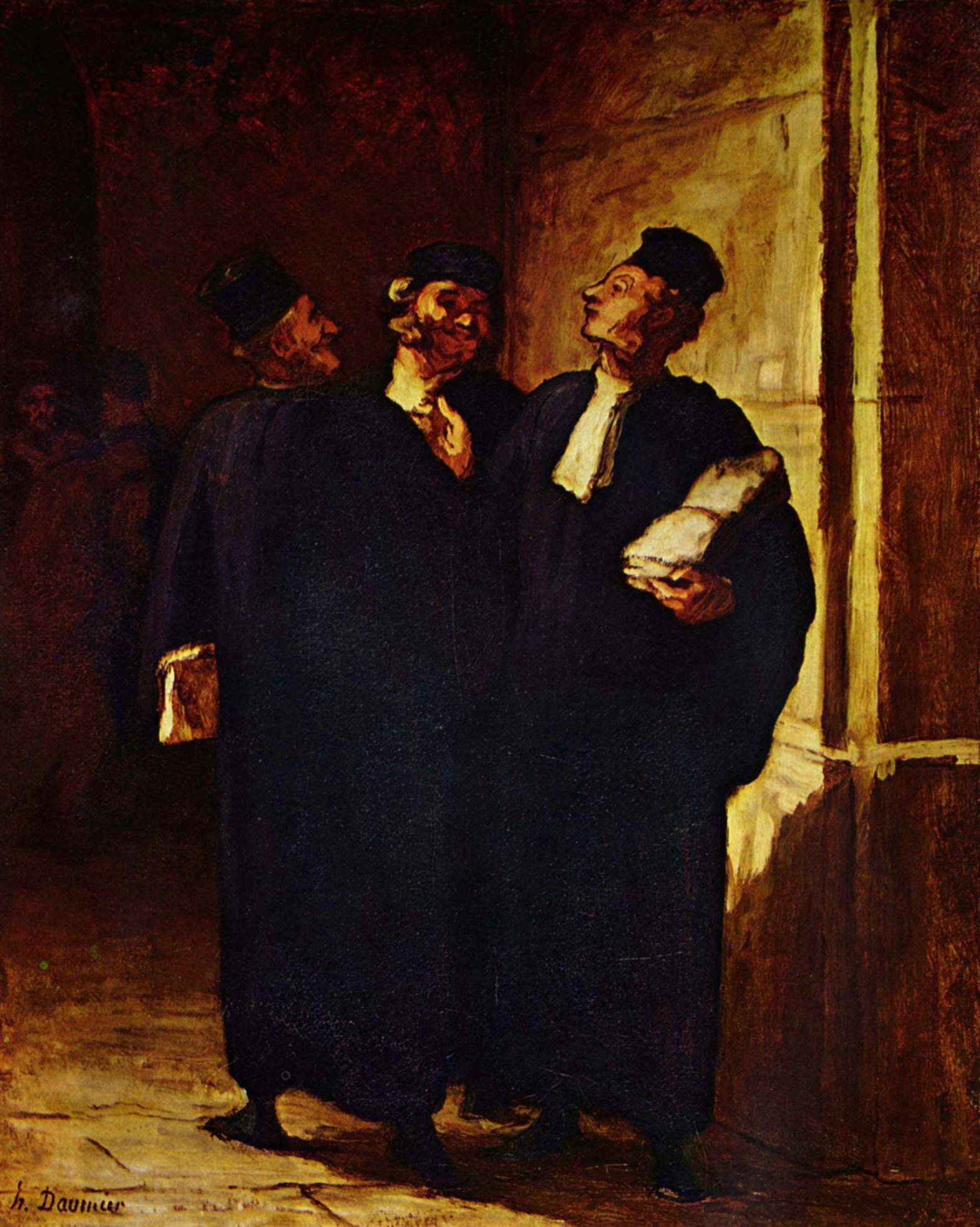
Trois avocats en consultation (1843-1848), Washington, The Phillips Collection.
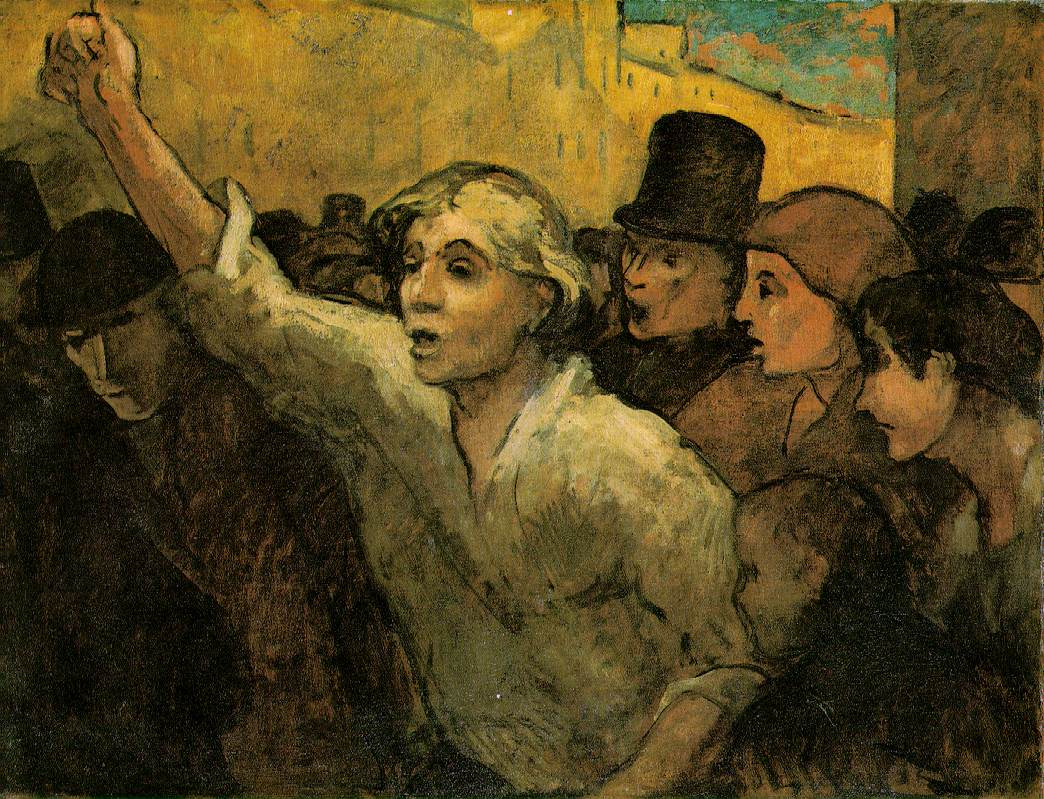
L'Émeute (après 1848), Washington, The Phillips Collection.
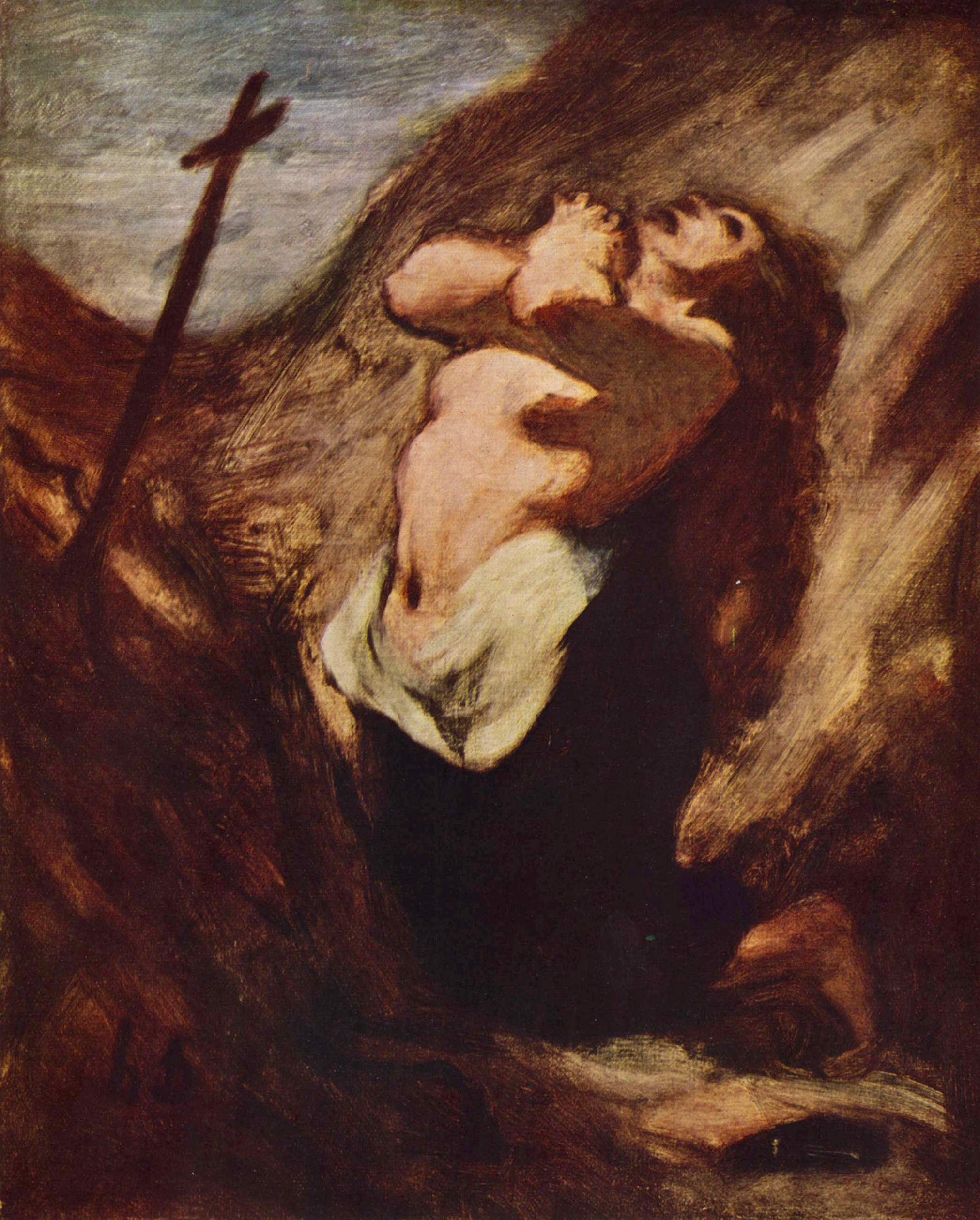
Marie Madeleine, collection particulière.
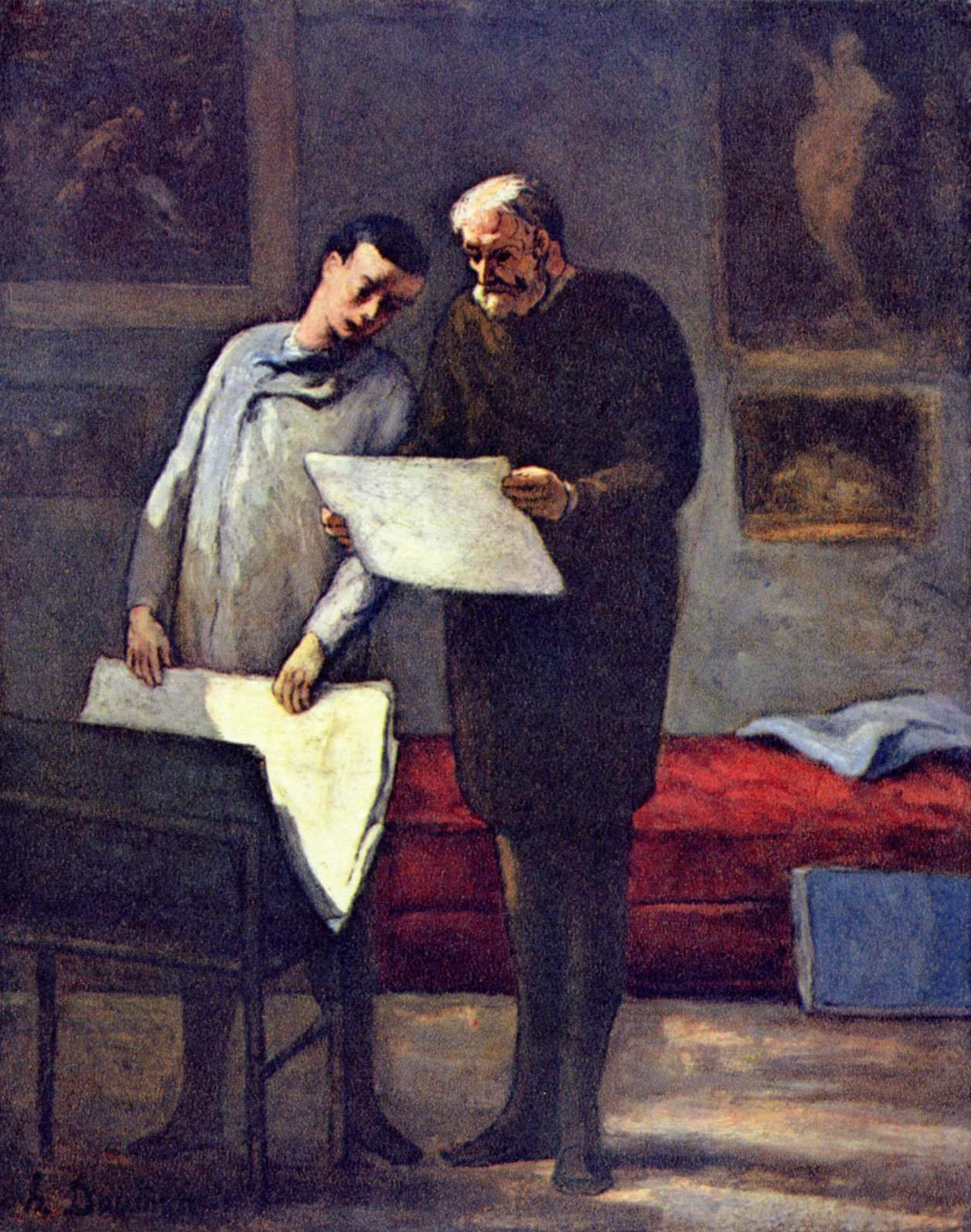
Un jeune artiste reçoit des conseils (vers 1860), Washington, National Gallery of Art.
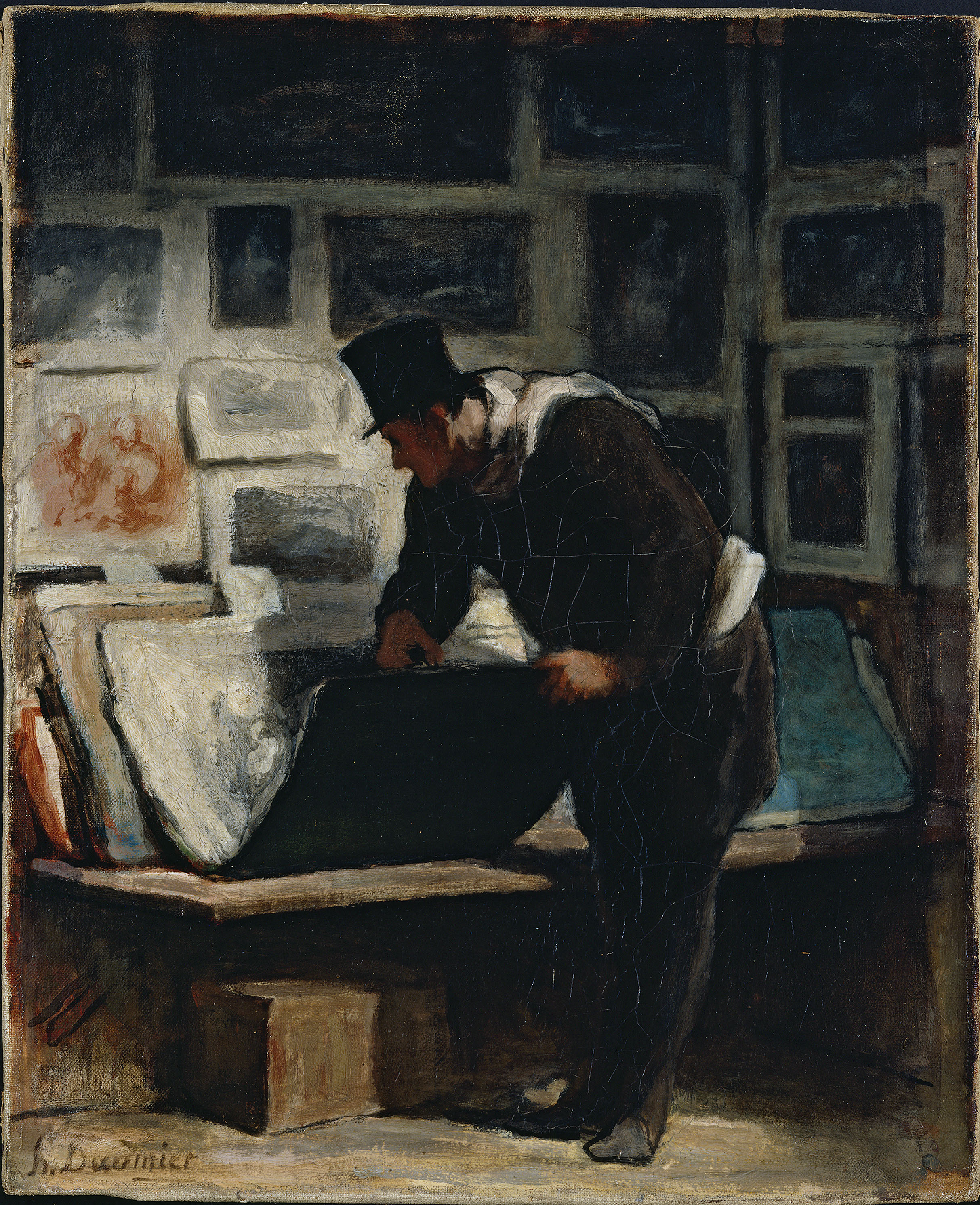
L’Amoureux des lithographies (vers 1857-1860), Paris, Petit Palais.
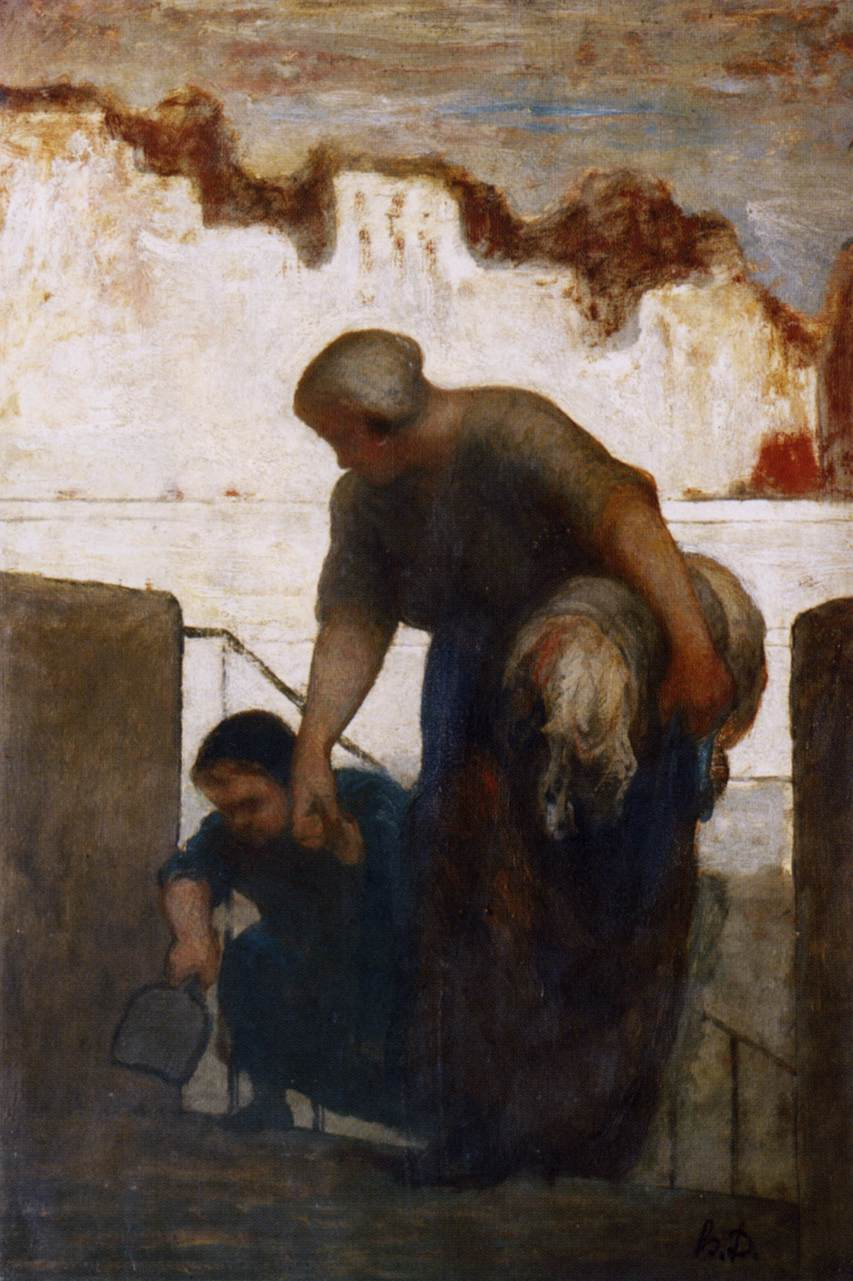
La Blanchisseuse (vers 1863), Paris, musée d'Orsay.
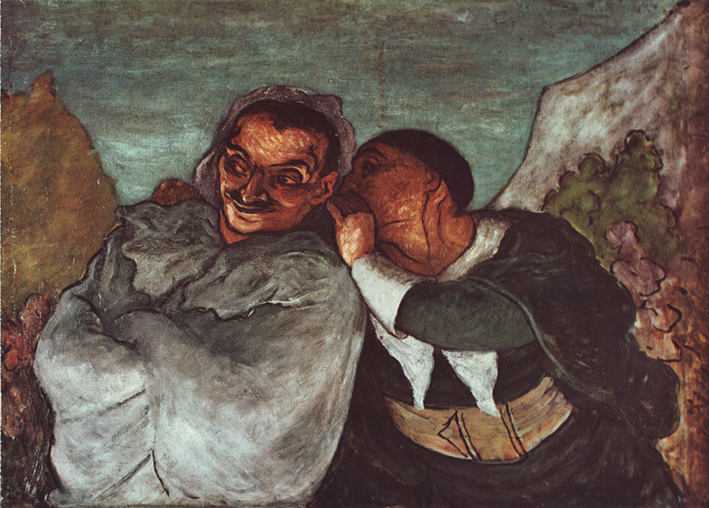
Crispin et Scapin (vers 1864), Paris, musée d'Orsay.
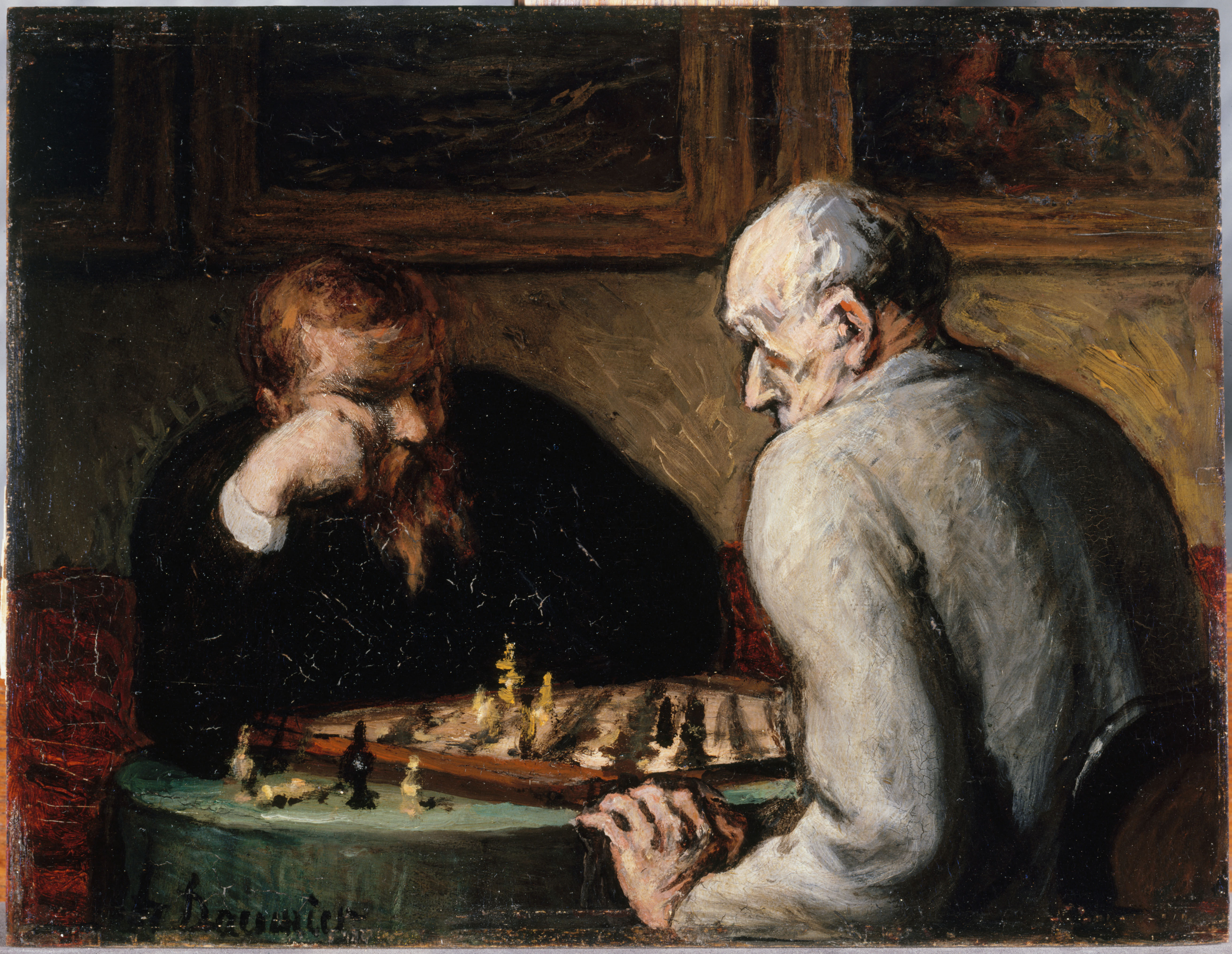
Les Joueurs d'échecs (1863), Paris, Petit Palais.
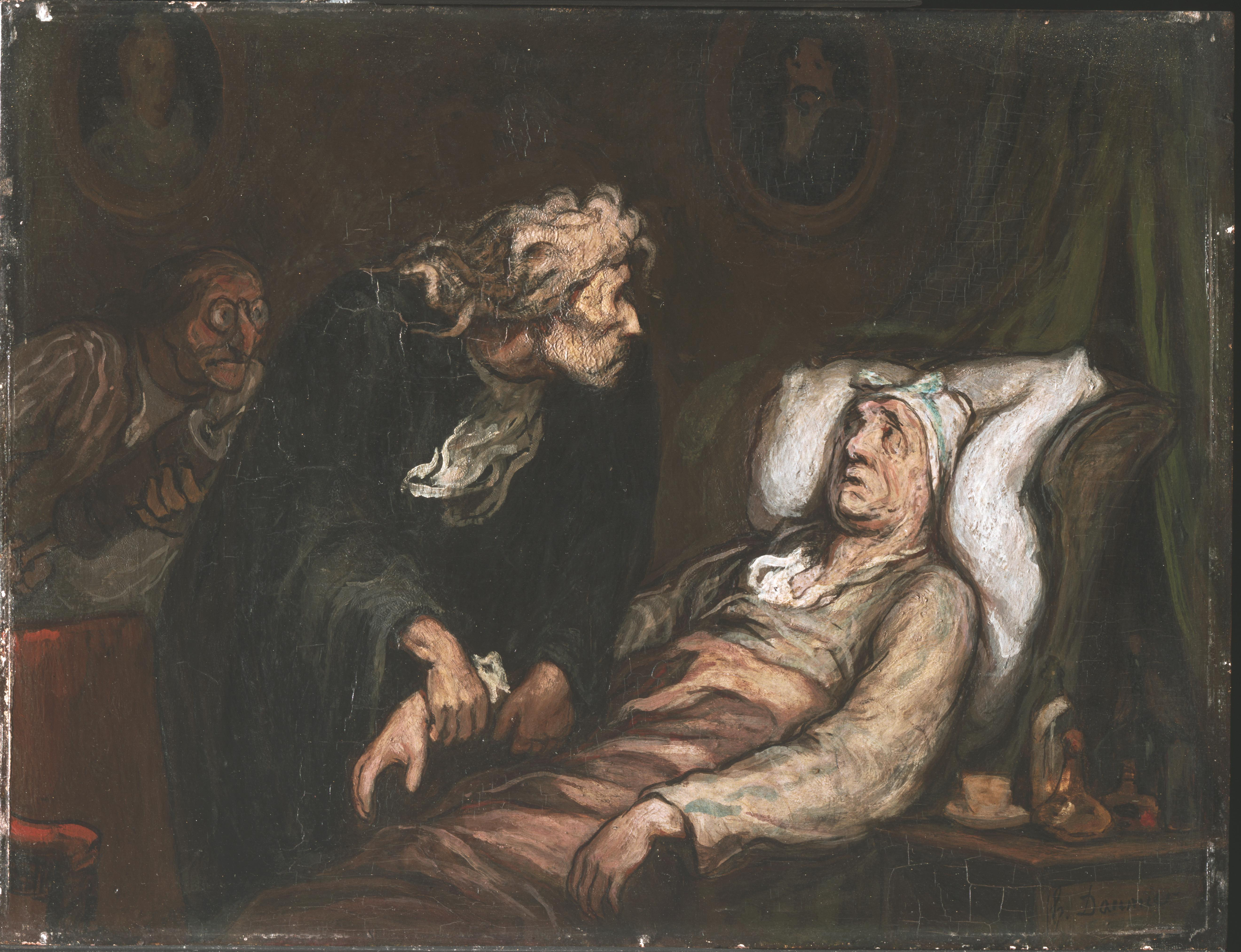
Le Malade imaginaire (1860-1862), Philadelphie, Philadelphia Museum of Art.
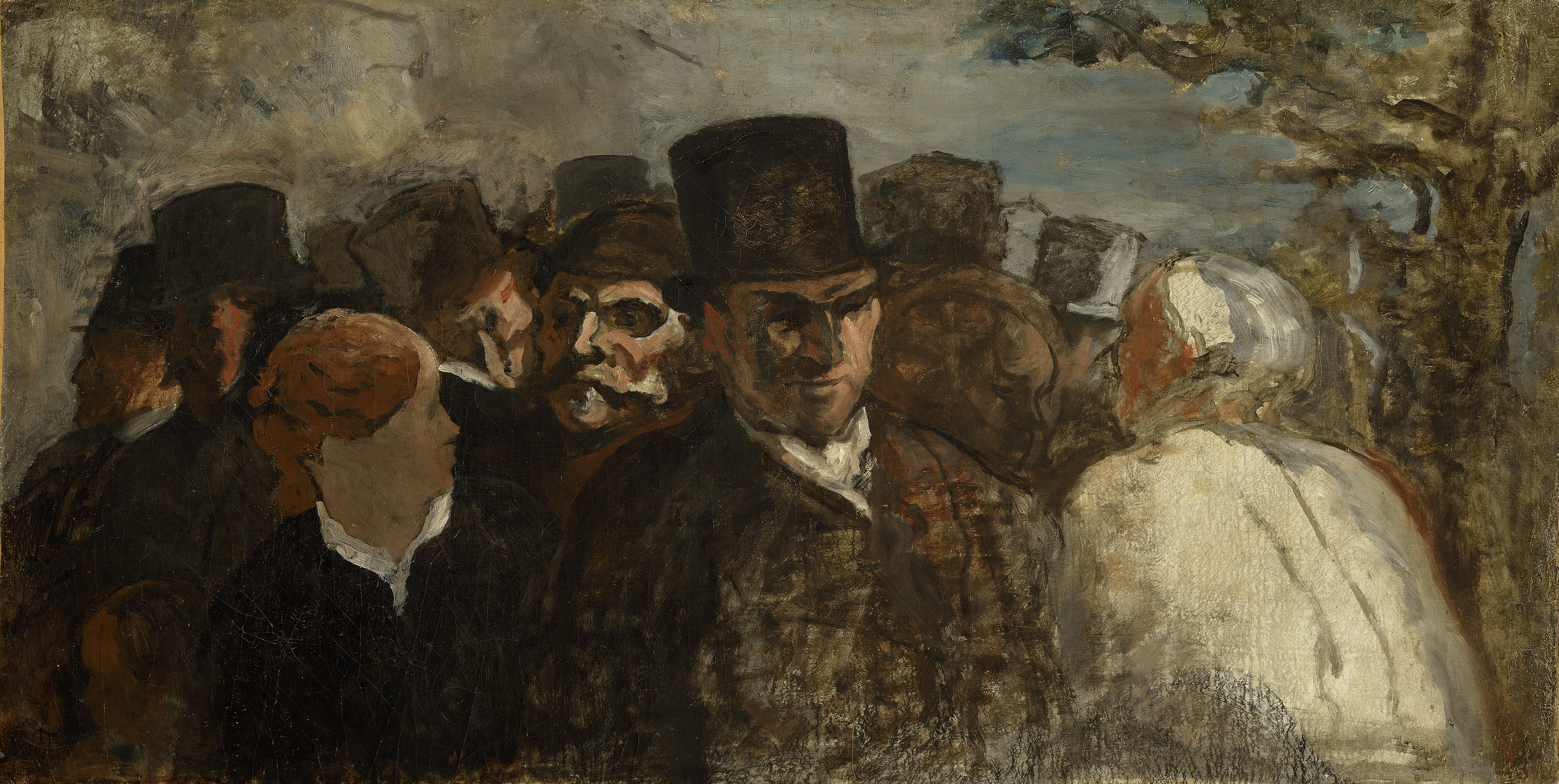
Passants, vers 1858-1860, musée des Beaux-Arts de Lyon.

### Lithographies
Daumier fut initié à la lithographie par Charles Ramelet qui fut aussi l'un de ses premiers traducteurs sur la pierre.
- Décadence du drame en 1866, pour le Charivari, 1866, Musée des Beaux-Arts et d'Archéologie Joseph-Déchelette, Roanne ;
- Masques de 1831, 1831, Musée des Beaux-Arts et d'Archéologie Joseph-Déchelette, Roanne.

## Postérité
Charles Baudelaire a dit de lui qu’il était : « l'un des hommes les plus importants, je ne dirai pas seulement de la caricature, mais encore de l'art moderne ».
"Il dessinait sans efforts, presque aussi rapidement et aussi délibérément qu'on écrit" notait Arsène Alexandre en 1888 (in Arsène Alexandre, Honoré Daumier, l'homme et l'oeuvre, Paris, H. Laurens, 1888, p.239).

### Les Bronzes posthumes

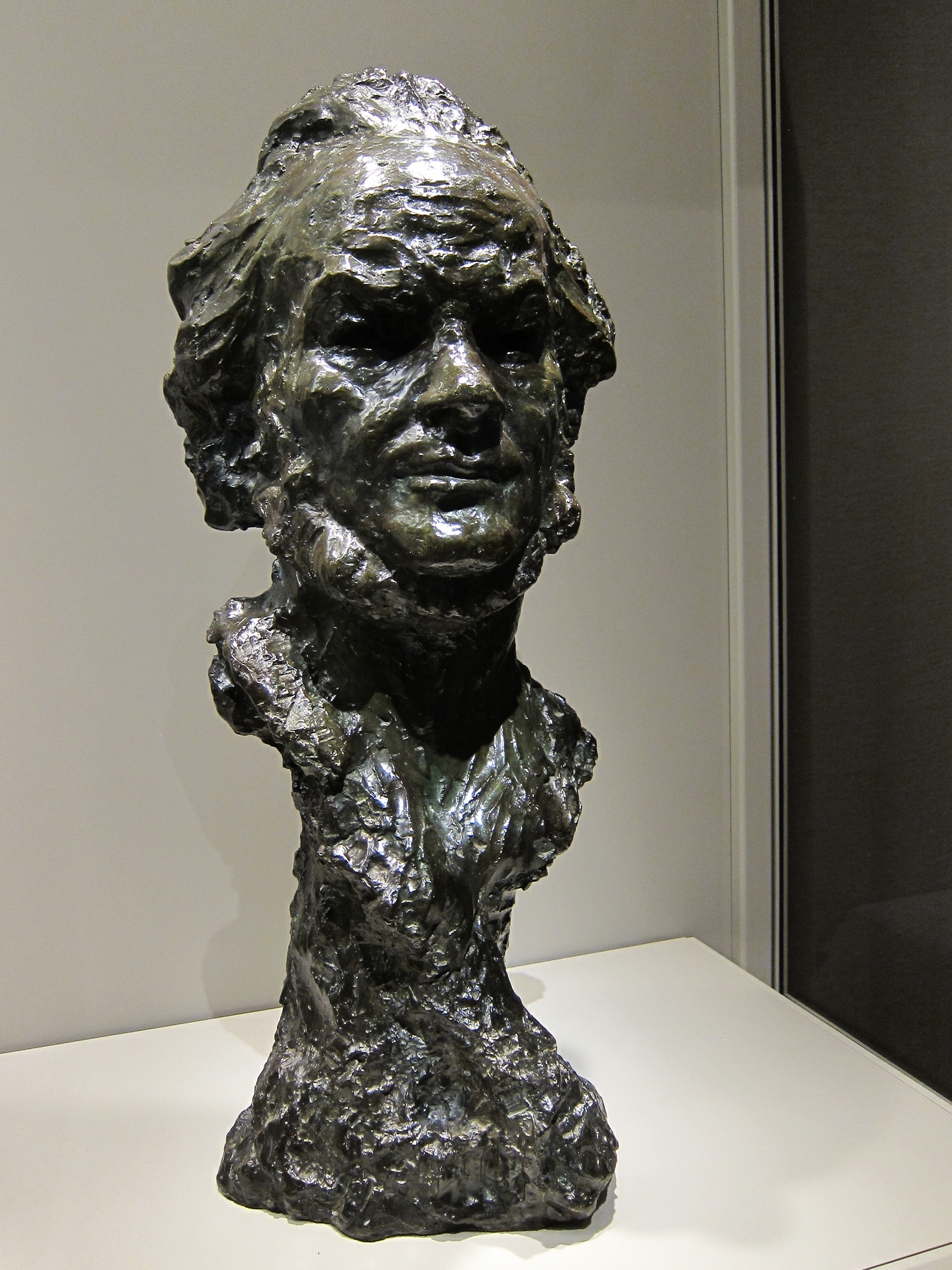
Autoportrait, Art Institute of Chicago.

Daumier a également produit des sculptures qui, modelées en terre, sont pour la plupart des éléments de travail pour ses gravures. Comme pour Edgar Degas et Ernest Meissonier entre autres, l'édition de ces œuvres en bronze est posthume car le caricaturiste ne se considérait pas comme sculpteur. Ces sujets qui sont en fait des esquisses, étaient d'ailleurs « inéditables » au milieu du XIXe siècle. Ils le deviennent à la fin de ce même siècle et surtout au début du suivant ; d’où les éditions posthumes du Ratapoil et des Émigrants, puis de la série des 36 Célébrités du juste milieu, soit donc 38 modèles reconnus de sa main aujourd’hui.
Œuvres sculptées de Daumier :
- Ratapoil, une représentation de l'opposition politique au prince Napoléon, futur Napoléon III ;
- Célébrités du Juste Milieu, série des 36 bustes-charges ;
- Les Émigrants, bas-relief ;
- Bustes-charges de parlementaires conservés au musée d'Orsay, sculptures inspirées des portraits-charges de Jean-Pierre Dantan représentant les célébrités de la politique[29].

### Catalogues raisonnés
Alors qu'existe depuis 1904 un catalogue raisonné des lithographies de Daumier qui fait autorité, le Loÿs Delteil, il faut attendre 1952 pour que soit publié un premier ouvrage sur les sculptures de l'artiste avec le catalogue de Maurice Gobin (Éd. Pierre Cailler). Puis en 1979, sont publiés simultanément deux catalogues, complémentaires, le premier par la galerie Sagot - Le Garrec qui inventorie 36 bustes des Célébrités du Juste Milieu, et le second par la galerie Marcel Lecomte, pour les petites figurines auxquelles s'ajoutent le Ratapoil et Les Émigrants.
Dans le premier et le dernier des trois ouvrages ainsi publiés, certaines de leurs attributions de sculptures à Daumier ont récemment été infirmées, puisque dans la plus récente et la plus importante monographie jamais publiée sur le caricaturiste (Daumier, 1808-1879, RMN, 1999), ne sont retenues comme étant du sculpteur que les 36 bustes-charges, le Ratapoil et Les Émigrants.
Les autres sculptures attribuées à Daumier sont écartées, car on ne peut en trouver trace dans la littérature, les inventaires et les catalogues d'expositions d'époque. Parfois signées « hd » contrairement aux précédentes, elles surgissent ex nihilo au cours du XXe siècle, sans recherche de paternité sérieuse sinon que de les identifier dans les estampes. Elles semblent d'ailleurs d'une veine différente, ressemblant davantage à des retours sur des estampes, qu'à des études pour celles-ci. Enfin et surtout, elles font penser aux esquisses telles qu'on pouvait les faire dans la première moitié du XXe siècle.
Depuis 2000, il existe un catalogue numérique complet et trilingue des œuvres de Daumier, le Daumier-Register. Il contient toutes les œuvres de Daumier avec des indications détaillées et des informations de fond (lithographies, gravures sur bois, sculptures, dessins, peintures à l'huile, pierres lithographiques, bâtons de bois) et est constamment renouvelé avec de nouvelles informations. Daumier-Register
Selon le Daumier Register, le nombre de lithographies inédites s'élèvait (en 2008) à 54 sur un total de 4 031 numéros catalogués.

### Expositions et critiques posthumes

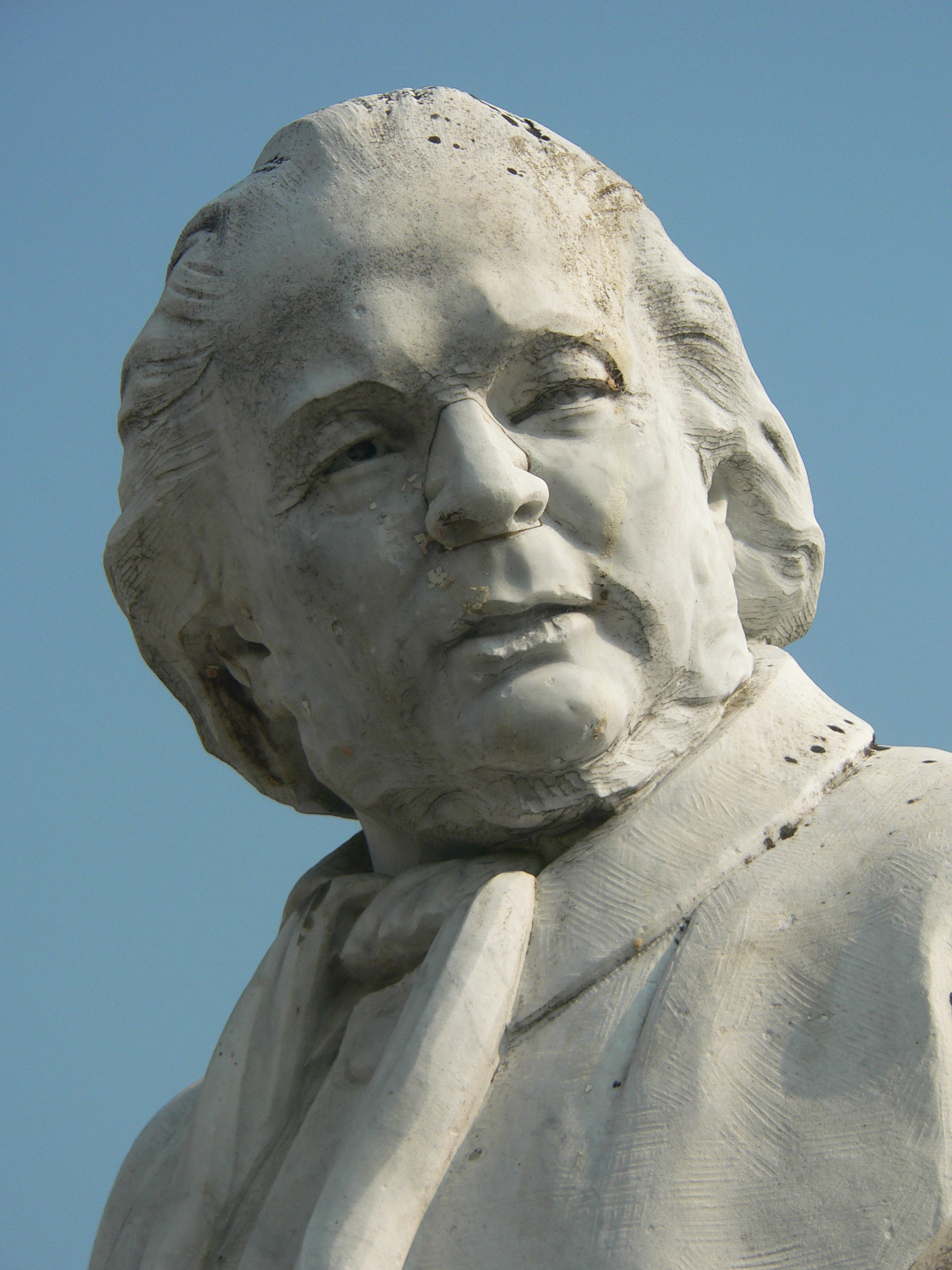
Adolphe-Victor Geoffroy-Dechaume, détail du Monument à Honoré Daumier, Valmondois, Grand place.

Une exposition de ses œuvres a eu lieu à l’École des beaux-arts en 1900.
L'un des premiers exégètes est le critique allemand Eduard Fuchs.
En 2009, les œuvres de Daumier se retrouvent dans la plupart des grands musées d'art, y compris le musée d'Orsay à Paris, le Metropolitan Museum of Art à New York, et le Rijksmuseum à Amsterdam. Il est connu pour une série d'œuvres comprenant un grand nombre de peintures (29) et de dessins (49), illustrant la vie de Don Quichotte, un thème qui l’a fasciné pendant la dernière partie de sa vie.
Le bicentenaire de la naissance de Daumier a été célébré en 2008 par un certain nombre d'expositions en Asie, en Amérique, en Australie et en Europe.
La promotion 2015 des conservateurs du patrimoine de l'Institut national du patrimoine, installée en janvier peu après les attentats de Charlie Hebdo, a pris le nom d'Honoré Daumier.
Le site web Daumier contient toutes les informations sur Daumier : toutes les expositions depuis 1849 jusqu'à nos jours, une bibliographie détaillée, des portraits de Daumier par d'autres artistes, de nombreuses lettres manuscrites de Daumier, des collections connues de Daumier et d'innombrables autres informations. Site Daumier
En 2024, l’œuvre de Daumier est mis en parallèle à la littérature de Balzac dans une exposition intitulée Balzac, Daumier et les parisiens, de la comédie humaine à la comédie urbaine (Maison de Balzac)

## Hommages
- Un timbre postal, d'une valeur de 0,45 + 0,10 franc et représentant Daumier, a été émis le 23 mai 1961, avec une oblitération Premier jour le 20 mai à Marseille[33] ; site Daumier
- Un timbre-poste français a été émis le 12 décembre 1966 reproduisant la peinture Crispin et Scapin[34] ; site Daumier
- Un timbre-poste français a été émis le 10 novembre 2008 reproduisant la gravure Un guichet de théâtre[35] ; site Daumier
- Un collège/lycée a pris le nom de Honoré Daumier à Marseille, dans le 8e arrondissement[36].

### Iconographie
- Honoré Daumier, Autoportrait, sculpture en bronze, Chicago, Art Institute of Chicago ;
- Nadar, Honoré Daumier, photographie, Paris, Bibliothèque nationale de France ;
- Adolphe-Victor Geoffroy-Dechaume, Buste de Daumier, non localisé ;
- Albert-Ernest Carrier-Belleuse, Buste de Daumier, 1862, terre cuite, Versailles, Musée et domaine des châteaux de Versailles et de Trianon ;
- Monument à Honoré Daumier, tête bronze réalisée en 1949 d'après une esquisse d'Antoine Bourdelle, place Daviel, Marseille (voir en ligne)